# Place des femmes dans l'Égypte antique

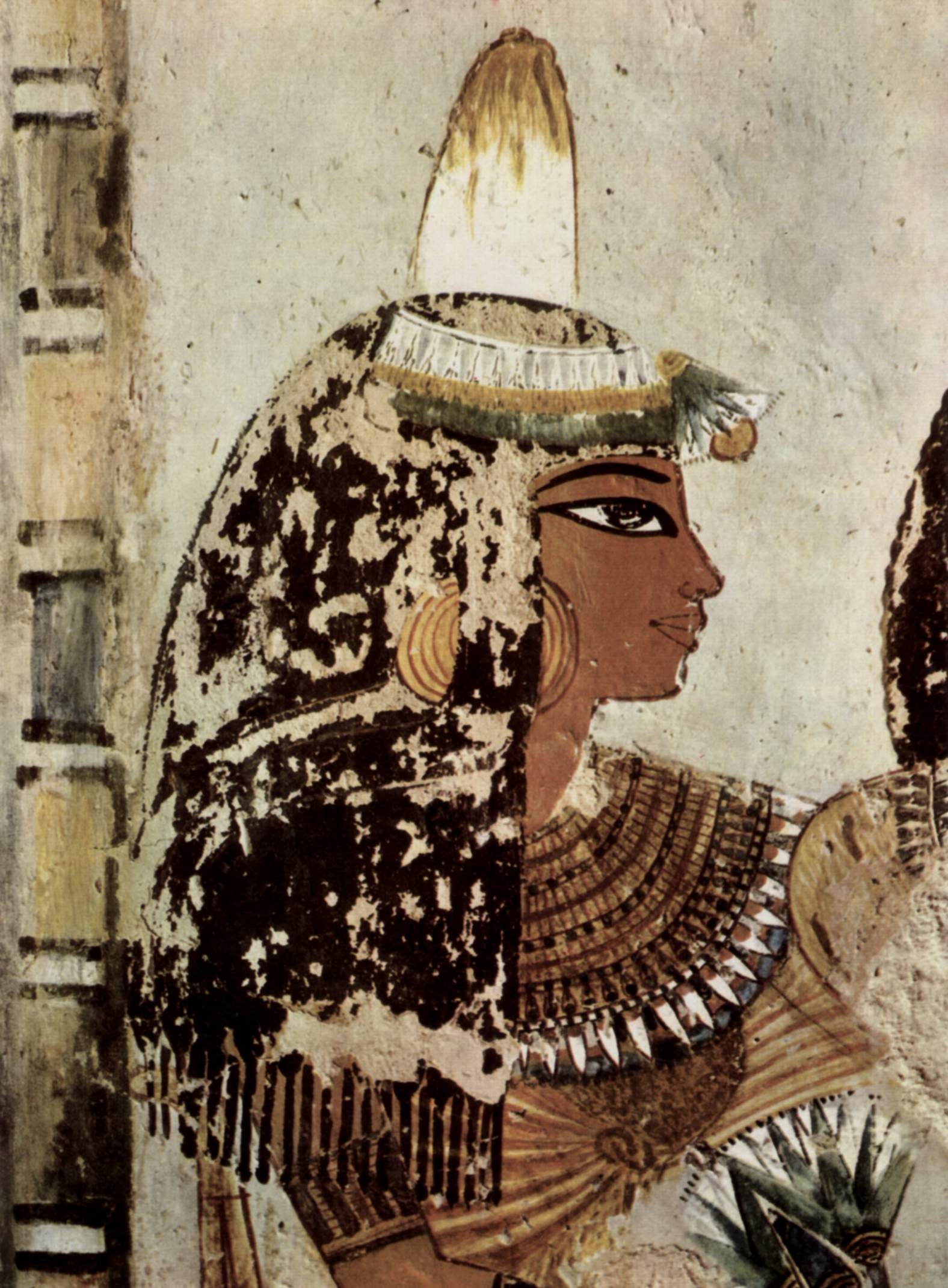
Portrait d'une dame couronnée par un cône de graisse parfumée, tombeau de Menna.

La place des femmes dans l'Égypte antique (lors de la période pré-hellénistique) peut paraître surprenante de « modernité » si on la compare à celle qu'elle occupa dans une majorité de sociétés contemporaines et postérieures. Bien qu'hommes et femmes aient traditionnellement des prérogatives bien distinctes dans la société, il semble qu'il n'y ait pas eu de barrière infranchissable en face de celles qui désiraient s'éloigner de ce schéma. La société égyptienne reconnaît aux femmes, non seulement leur égalité avec les hommes, mais leur indispensable complémentarité qui s'exprime notamment dans l'acte créateur. Ce respect s'exprime clairement dans la morale et la théologie égyptienne, mais il est certes assez difficile de déterminer son degré d'application dans la vie quotidienne des Égyptiens.

## Égalité homme-femme en droit en Égypte antique

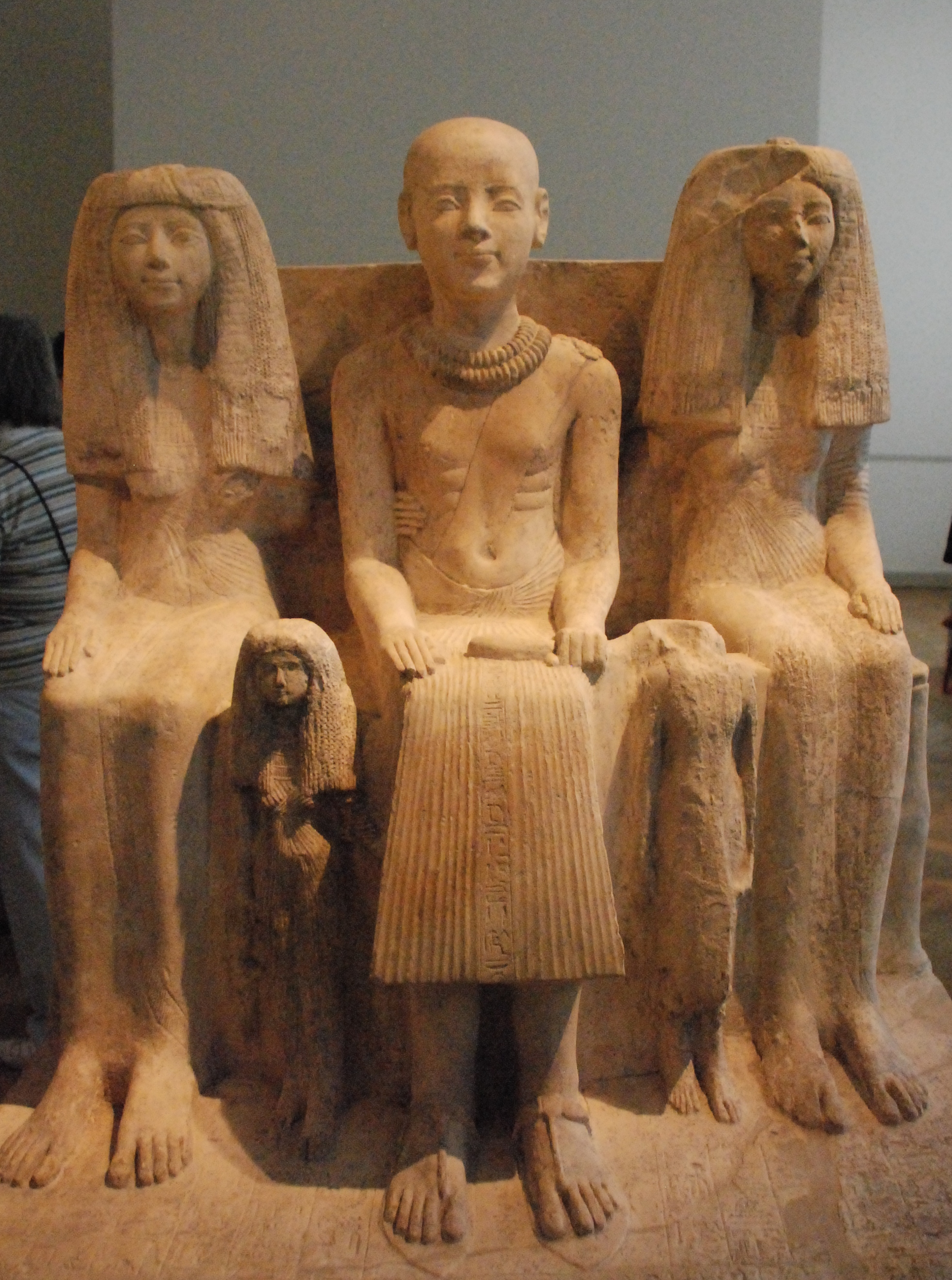
Famille du scribe Ptahmai, -1250/-1200, Saqqarah, calcaire, Neues Museum (Berlin).

La femme égyptienne est l'égale de l'homme au regard de la loi (contrairement aux femmes gréco-romaines). C'est ainsi qu'elle peut gérer son propre patrimoine ou même se trouver à la tête d'une « entreprise » (comme la dame Nénofèr au Nouvel Empire) ; elle peut aussi être médecin comme la dame Pésèshèt à la IVe dynastie. Elle peut divorcer, intenter un procès pour récupérer les biens du ménage et gagner ce procès, ce qui ne l'empêche pas de se remarier, ainsi que le montrent les papyrus araméens d'Éléphantine.
En se mariant, la femme égyptienne garde son nom, au plus ajoute-t-on « épouse de X » ; cela est d'autant plus naturel que le mariage semble ne pas se traduire par une manifestation administrative, ni par une manifestation religieuse ; il concrétise souvent la volonté d'un homme et d'une femme de vivre ensemble, ce qui n'empêche pas, et c'est d'ailleurs souvent le cas, l'existence éventuelle d'un contrat de mariage sur le plan matériel. Comme le souligne Christiane Desroches Noblecourt : « le mariage et éventuellement le divorce sont des événements sanctionnés uniquement dans l'atmosphère familiale par la seule volonté des époux, sans aucune intervention de l'Administration » ; les futurs époux prononcent les phrases : « je t'ai faite ma femme », « tu m'as faite ta femme ».

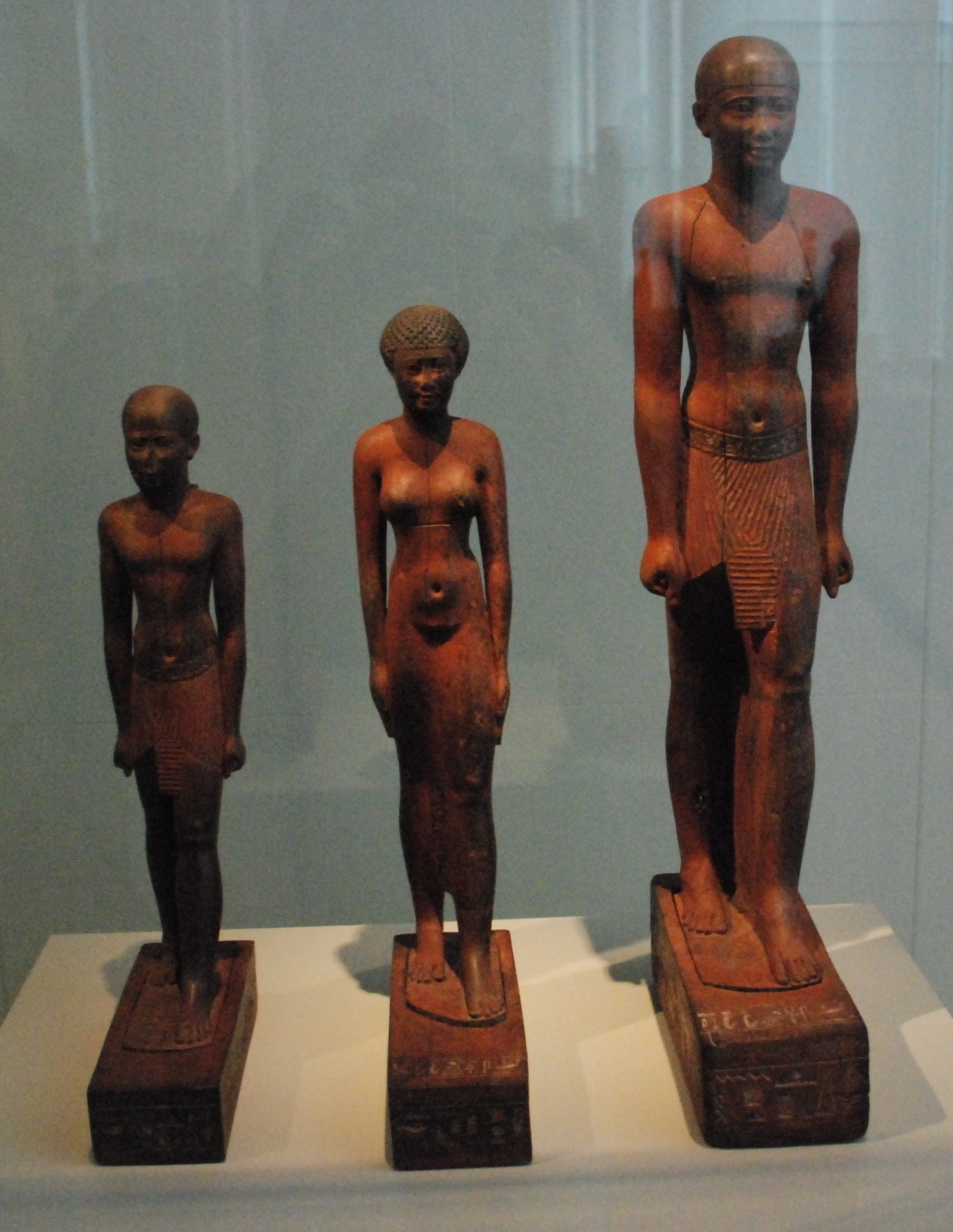
Le scribe Psammetich, sa femme et son fils, -600, bois, Neues Museum (Berlin).

L'homme doit garantir le bien-être de son épouse, y compris sur le plan matériel. Le scribe Ani (au Nouvel Empire) conseille ainsi le futur époux :
« Si tu es sage, garde ta maison, aime ta femme sans mélange, nourris-la convenablement, habille-la bien. Caresse-la et remplis ses désirs. Ne sois pas brutal, tu obtiendras bien plus d'elle par les égards que par la violence. Si tu la repousses, ton ménage va à vau-l'eau. Ouvre-lui tes bras, appelle-la ; témoigne-lui ton amour. »
Bien sûr les choses ne se déroulent pas toujours de façon idyllique et le divorce existe ; il intervient sur l'initiative de l'un ou de l'autre époux ; si l'initiative émane du mari, il devra céder une partie des biens à son épouse ; si c'est la femme qui prend l'initiative, elle est tenue à la même obligation mais dans une moindre mesure ; le recours au tribunal est possible en cas de contestation entre époux, bien que l'Administration ne soit nullement intervenue dans l'acte de mariage. 
Le grand hymne à Isis (Papyrus d'Oxyrhynque, IIe siècle avant notre ère) traduit cette égalité de la femme et de l'homme, s'adressant à la déesse « honneur du sexe féminin » : « c'est toi la maîtresse de la terre [...] tu as rendu le pouvoir des femmes égal à celui des hommes ! ».
Laissons de nouveau la parole à Christiane Desroches Noblecourt :
« La femme égyptienne, la mère que l'on respecte avant tout, la femme sujette à une stricte loi morale, mais dotée d'une grande liberté d'expression — sa capacité juridique entière, son étonnante indépendance financière, l'impact de sa personnalité dans la vie familiale et la gestion des biens communs et de ses biens propres. »
L'insistance des moralistes égyptiens à rappeler l'homme à ses devoirs envers la femme laisse supposer qu'il n'était pas rare dans la pratique que l'homme abuse de sa position[réf. nécessaire].

## Quotidien de la femme en Égypte antique

### Santé et médecine

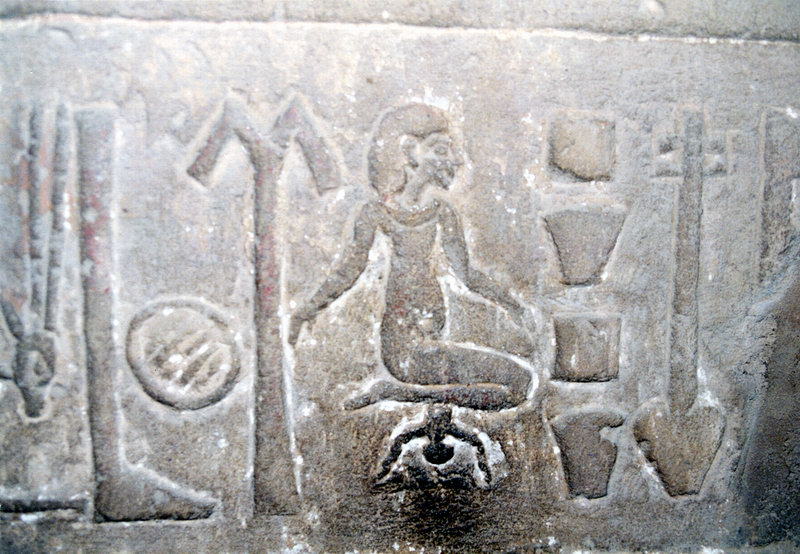
Scène d'accouchement, bas-relief du temple de Kôm Ombo.

### Place des femmes au sein de la  cellule familiale

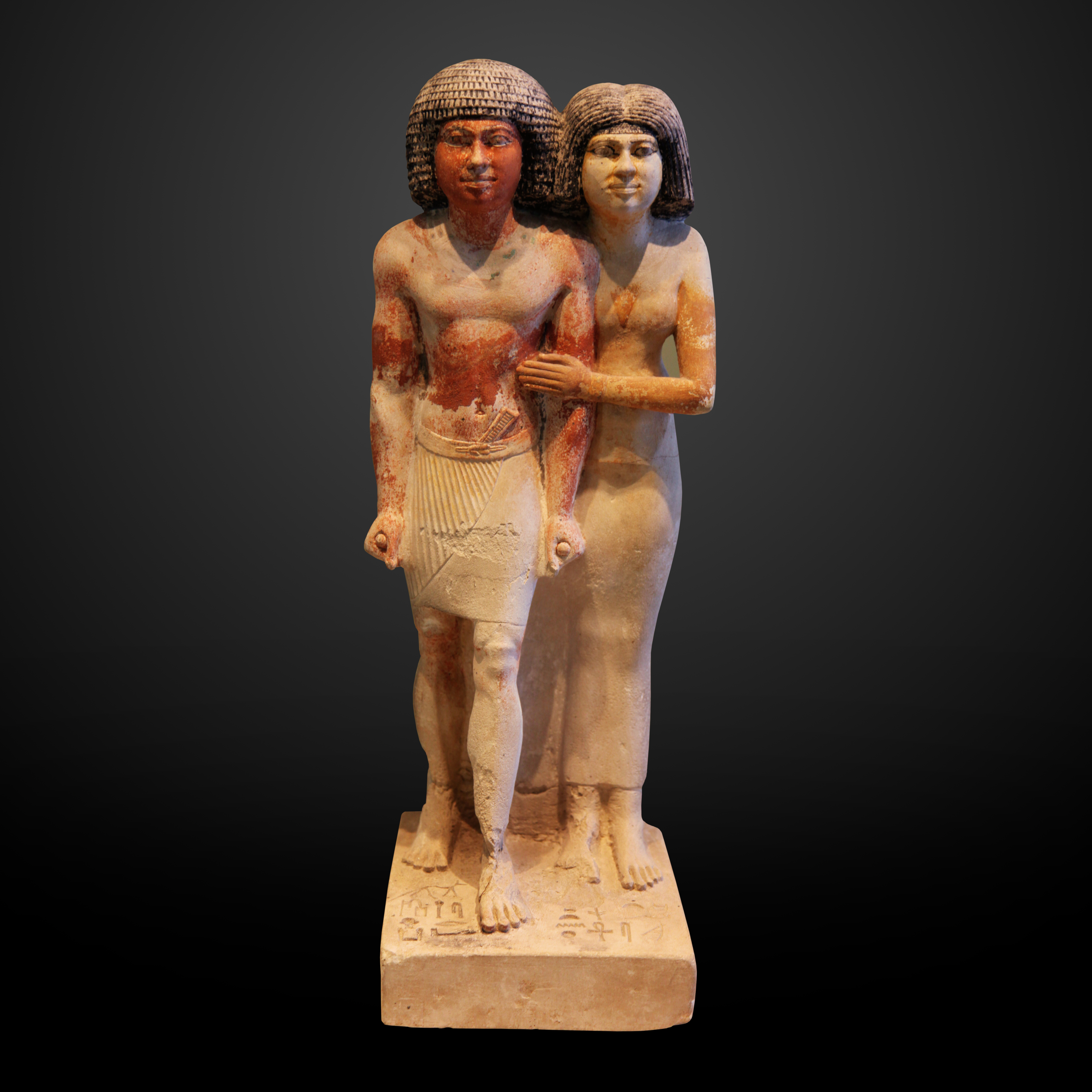
L'inspecteur des scribes Raherka et sa femme Merséânkh, vers -2350, (IVe/Ve dynastie), Musée du Louvre.
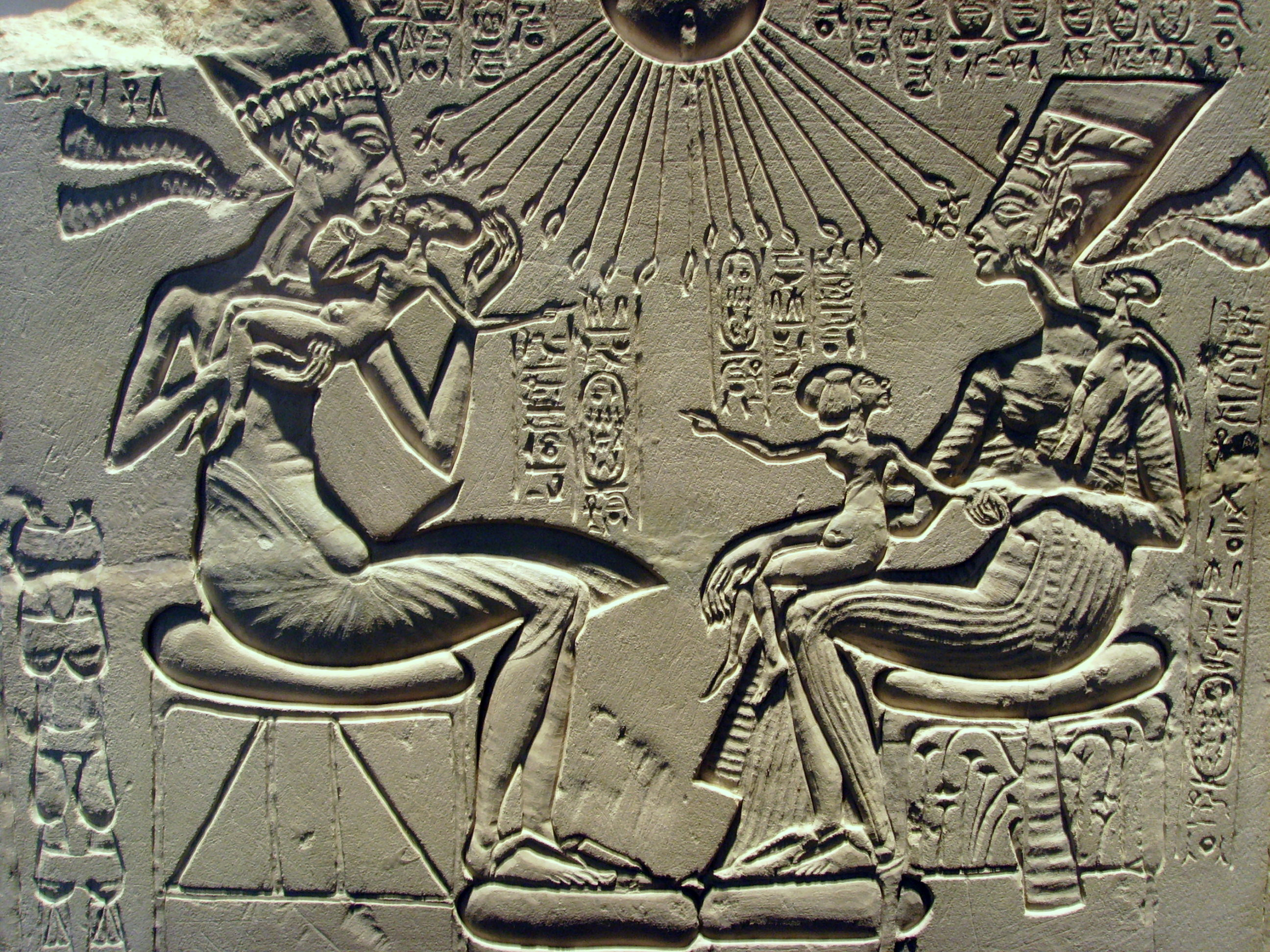
Autel domestique avec Akhenaton, Néfertiti et trois de leurs filles. XVIIIe dynastie, règne d'Akhenaton, vers -1340.
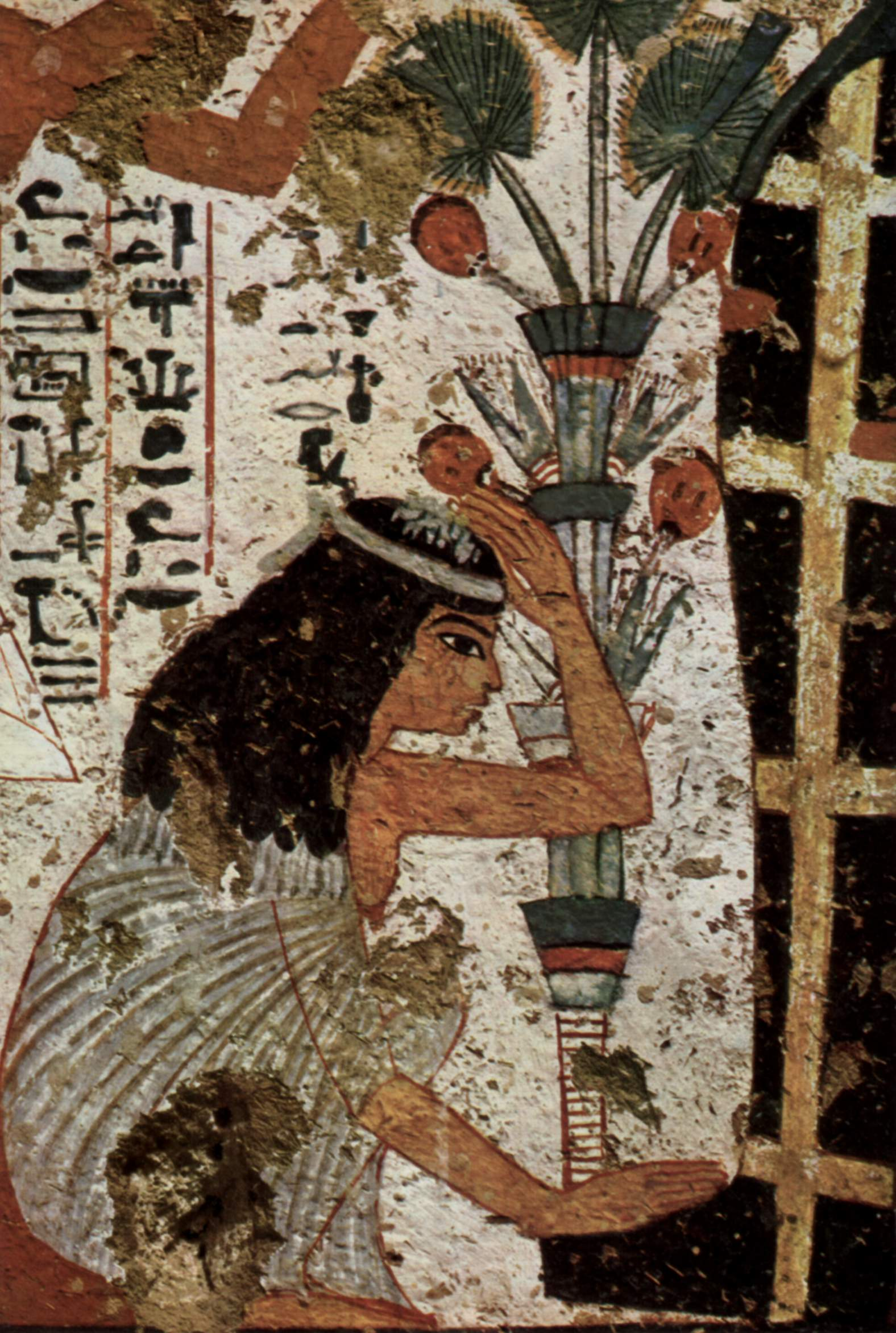
Veuve en deuil devant la momie de son époux.

Les femmes de la famille royale résident dans un lieu nommé harem.

### Rôle social et travail de la femme

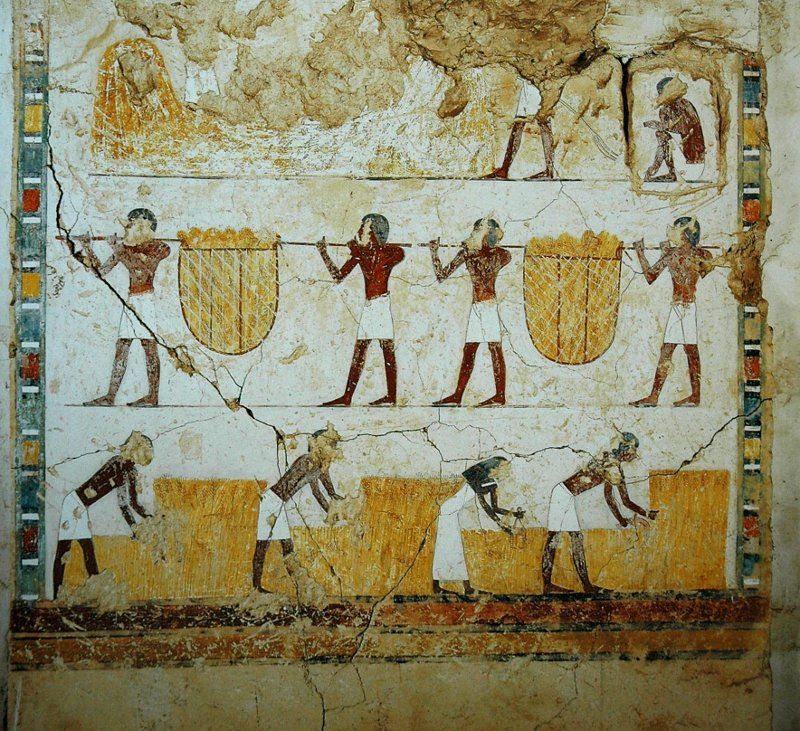
Récolte agricole - Tombe d'Ineni (TT81), Thèbes-Ouest, tableau 13.
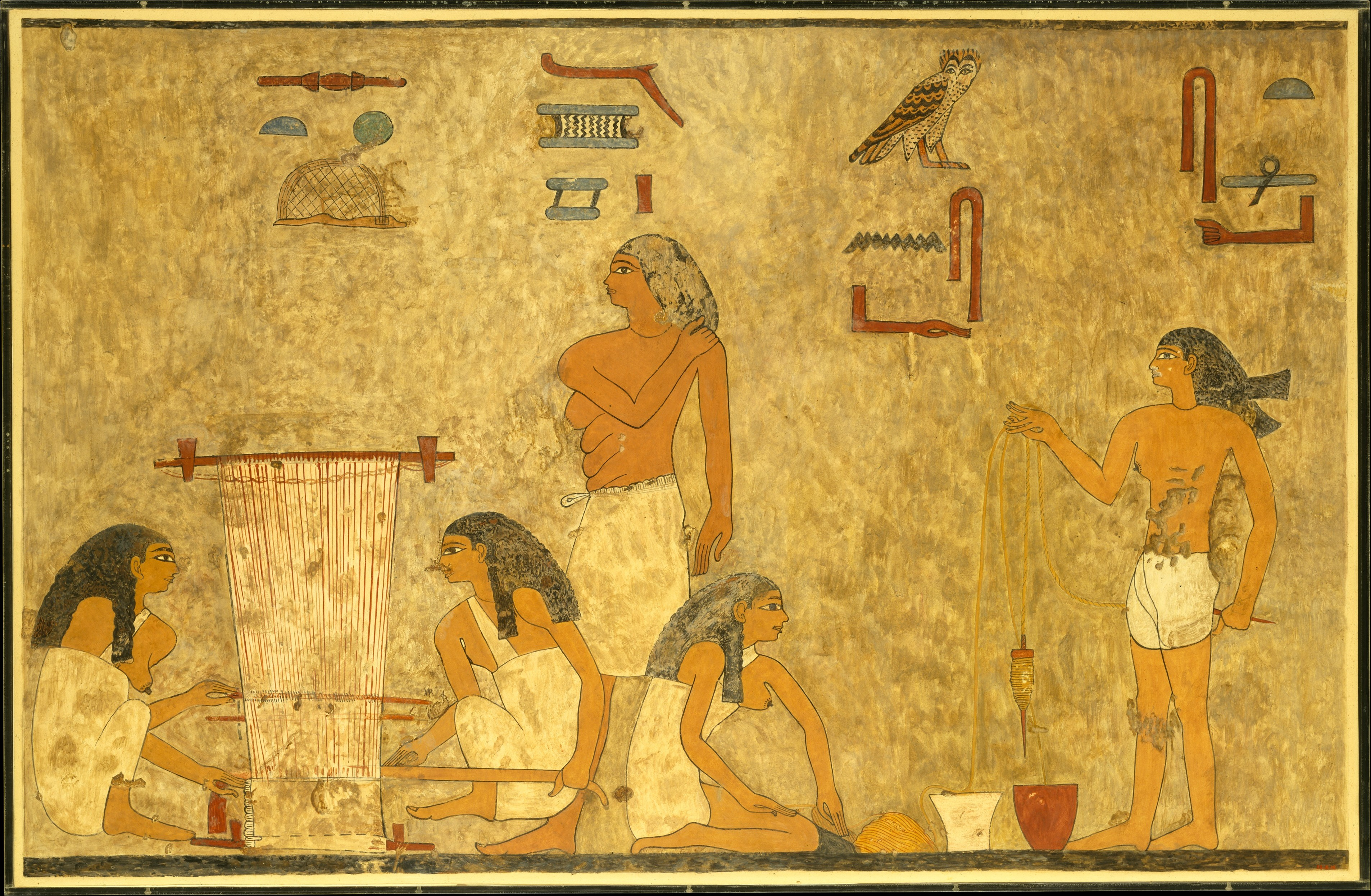
Tisserandes, tombe de Khnoumhotep, fac-similé.
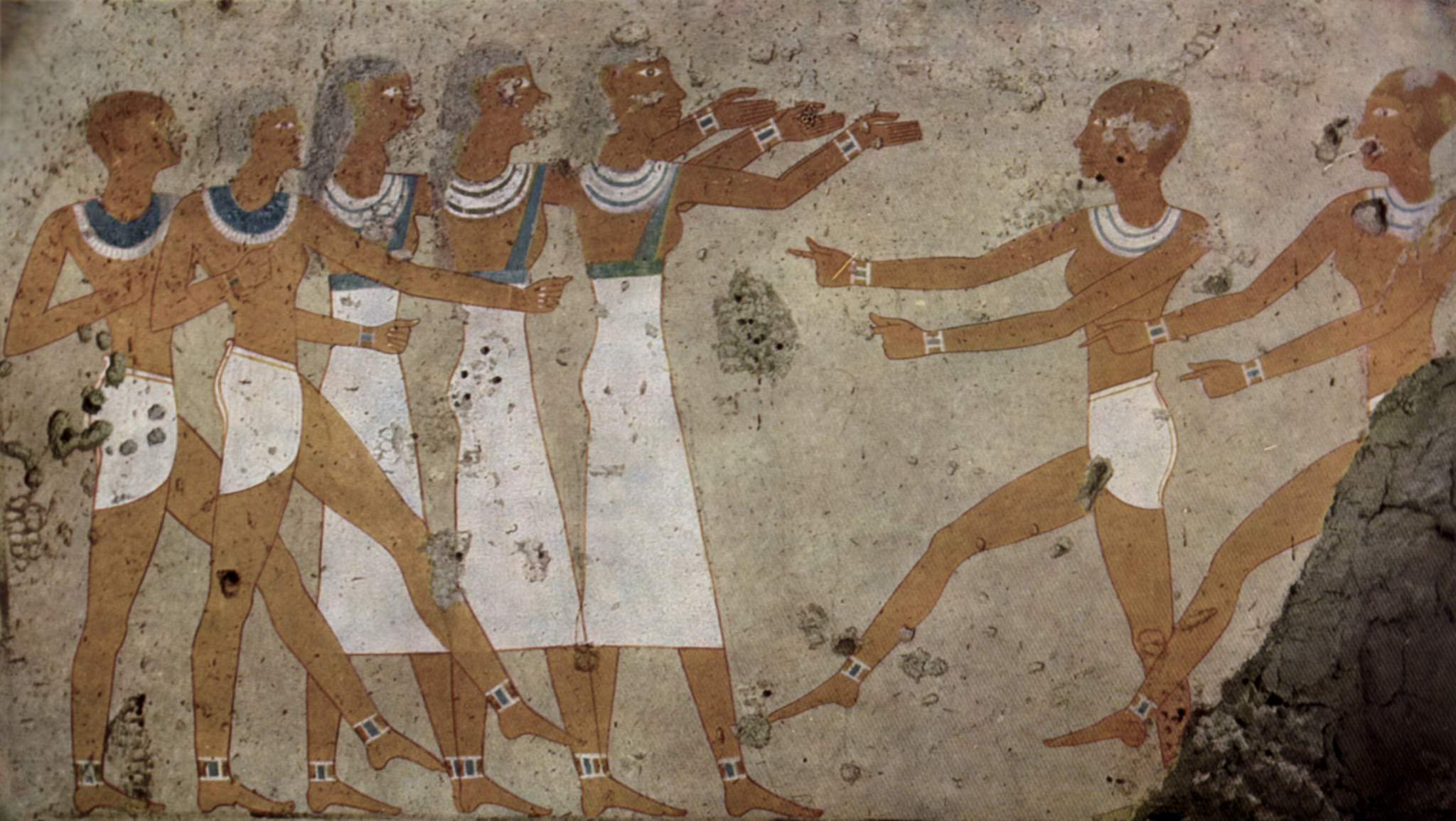
Danseuses.
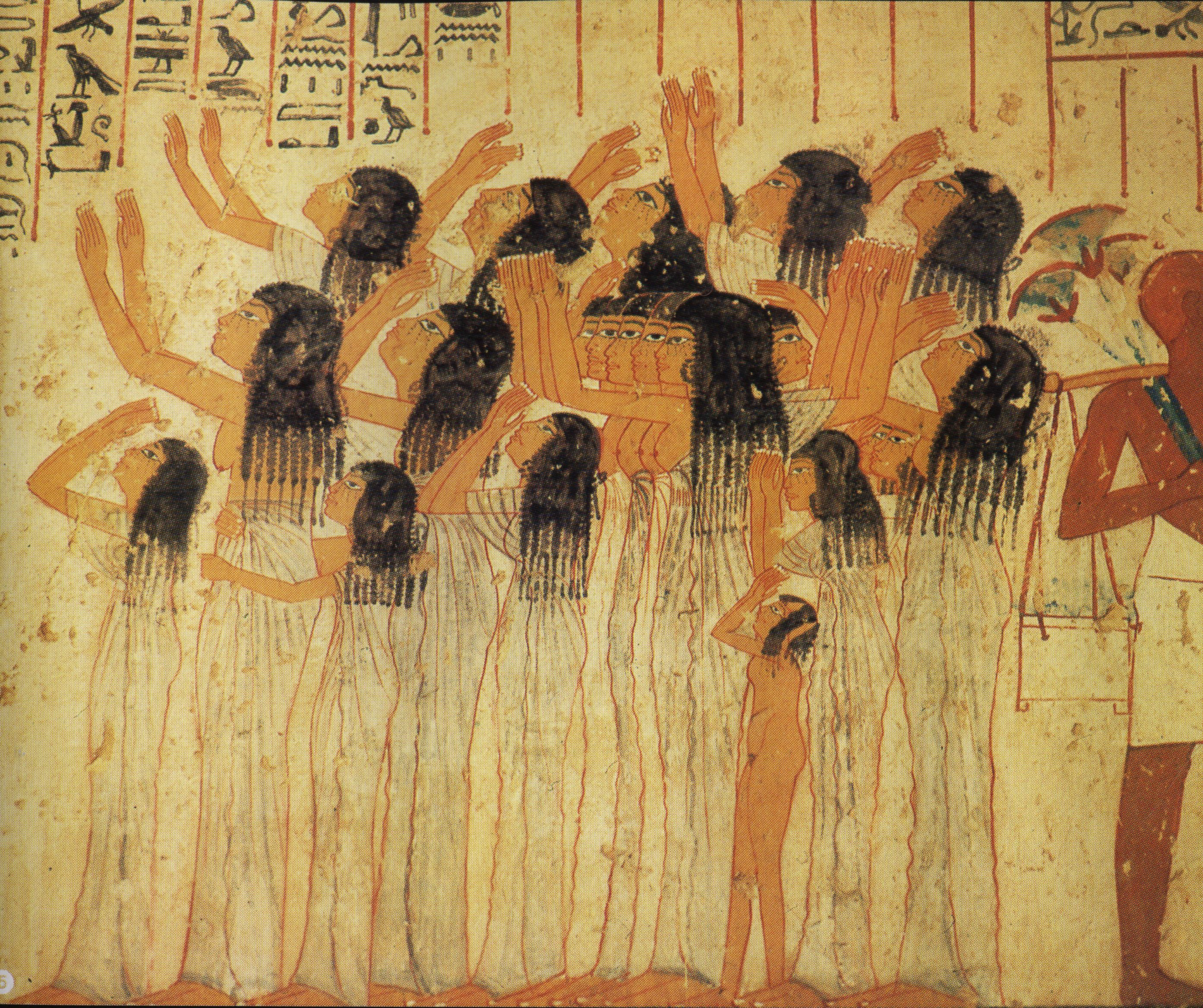
Pleureuses. Fresques figurant dans la tombe de Ramosé, XVIIIe dynastie.
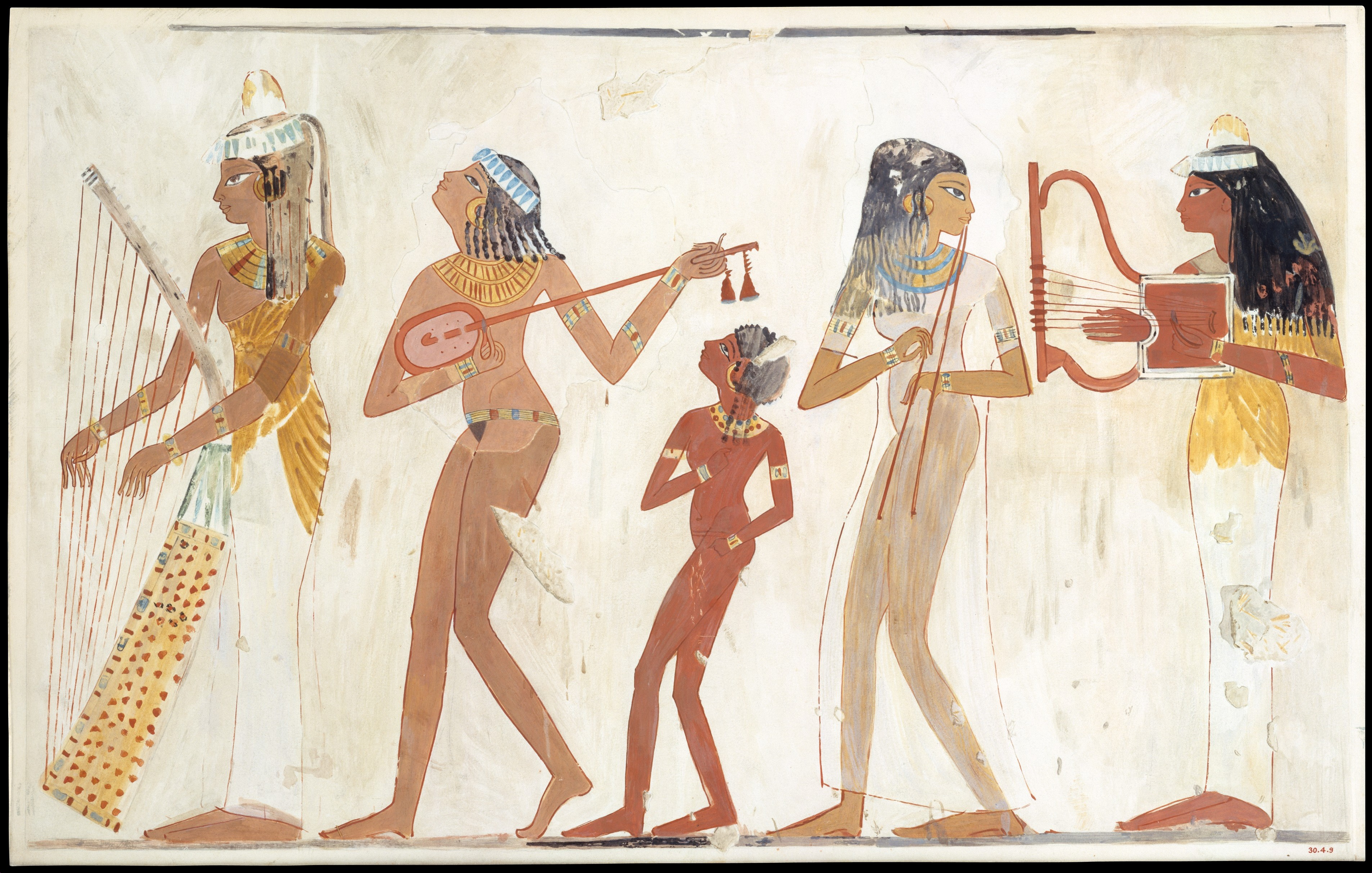
Musiciennes, fac-similé. Djéserkarêseneb (TT38), vers -1400/-1390.
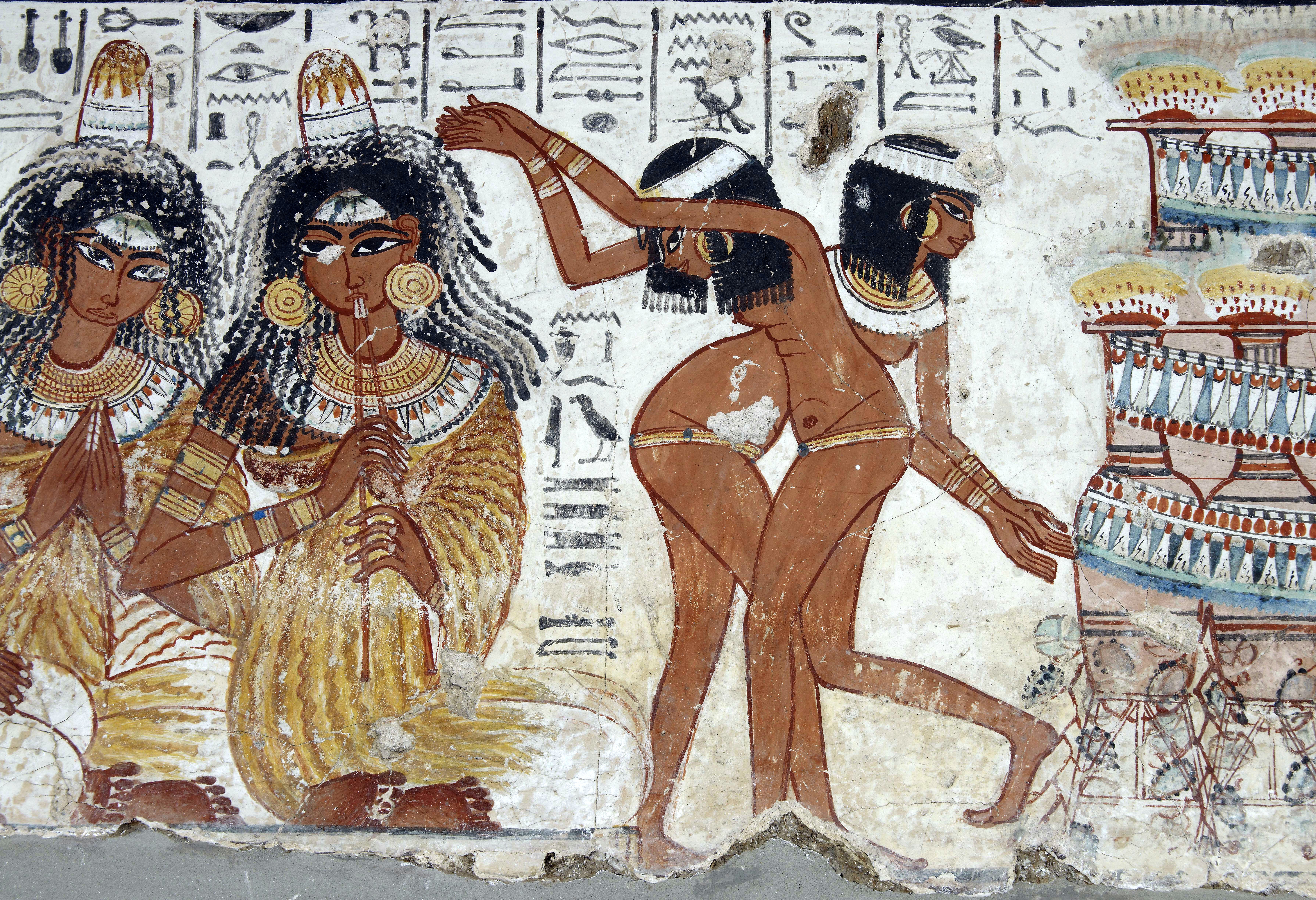
Musiciennes et danseuses, -1420/-1375.
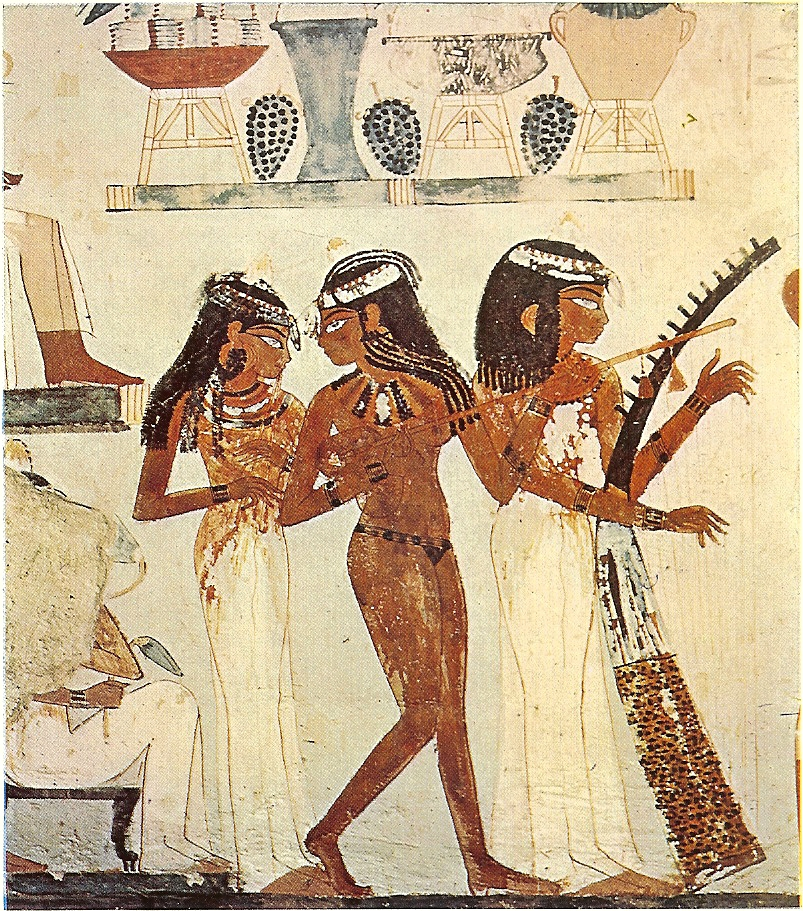
Les trois musiciennes, tombe de Nakht, Thèbes, environ -1422/-1411.
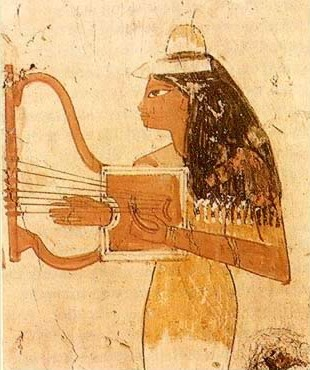
Musicienne.
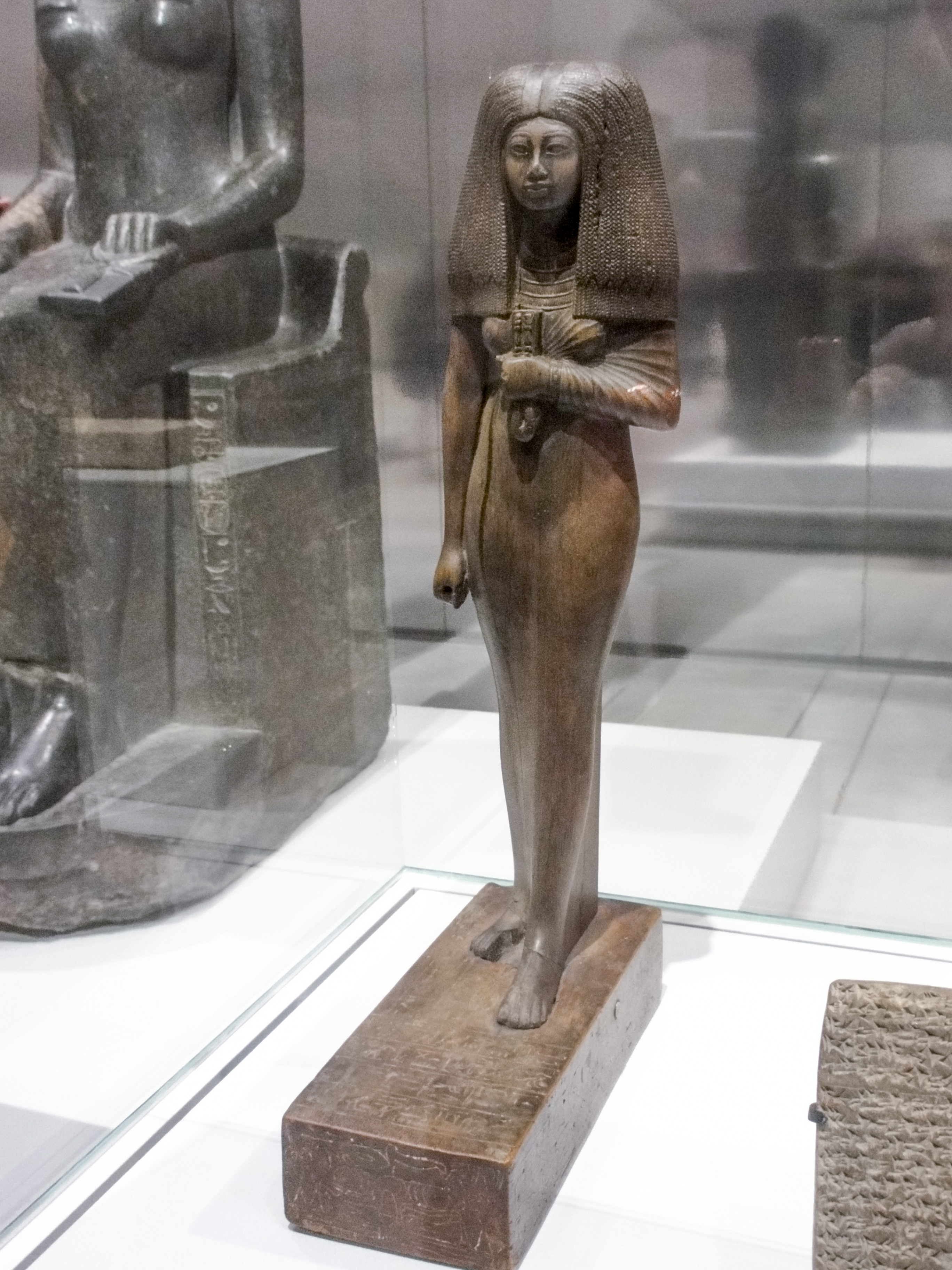
Touy, prêtresse de Min, dieu de la Fertilité, Thèbes, vers -1400/-1350.
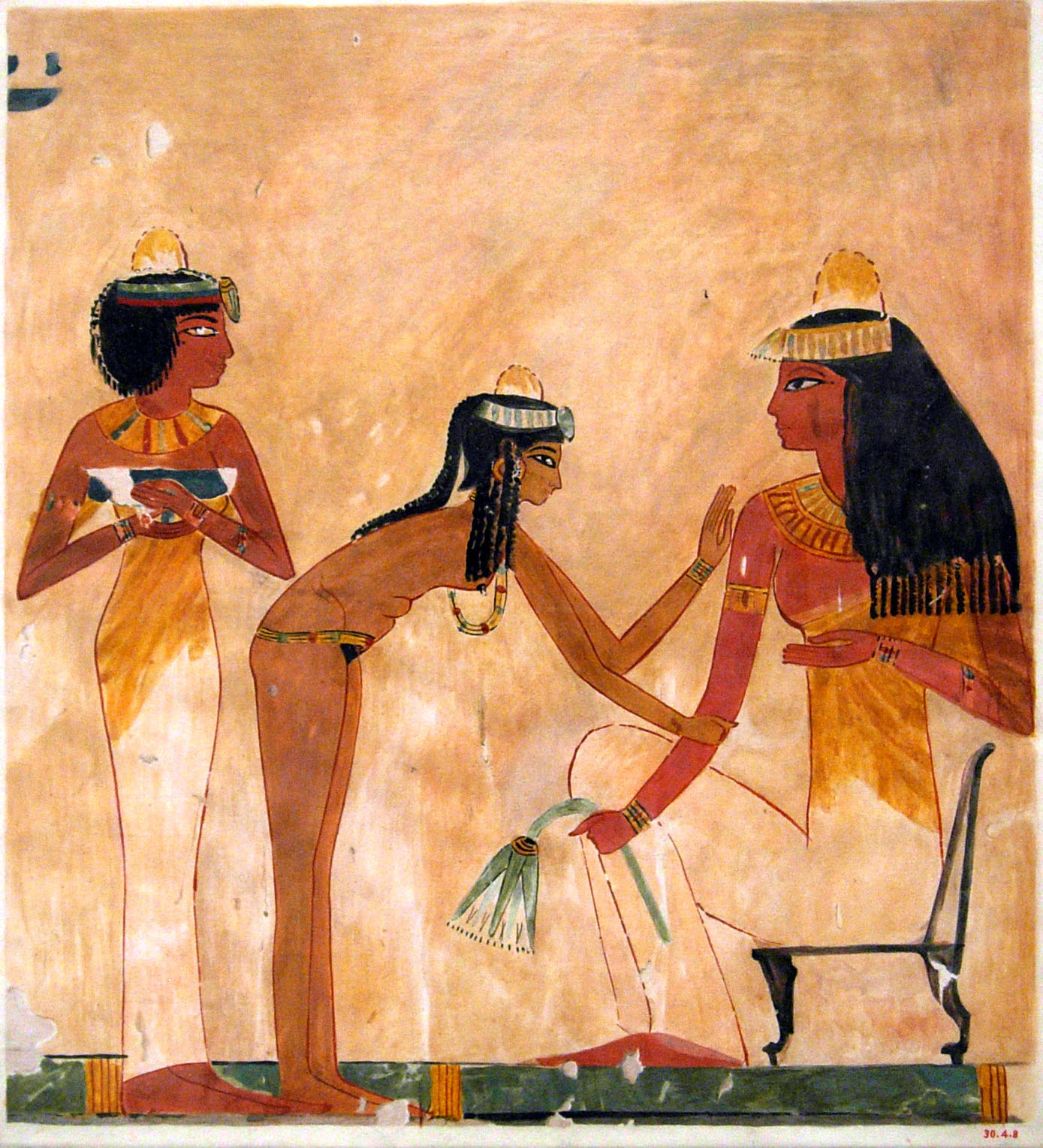
Deux servantes et une femme assise, fac-similé. Djéserkarêseneb (TT38), vers -1400/-1390.
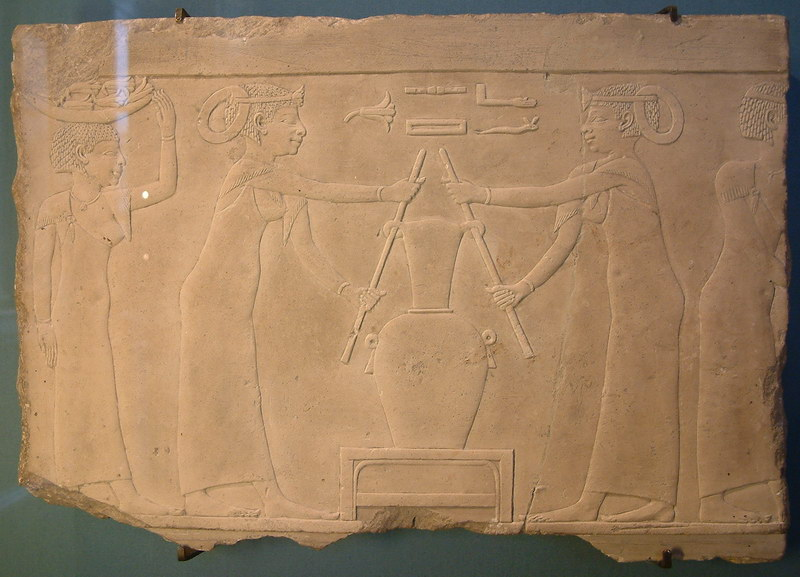
Fabrication de parfum de lys, fragment de la décoration d'une tombe, IVe siècle, fragment conservé au Musée du Louvre.
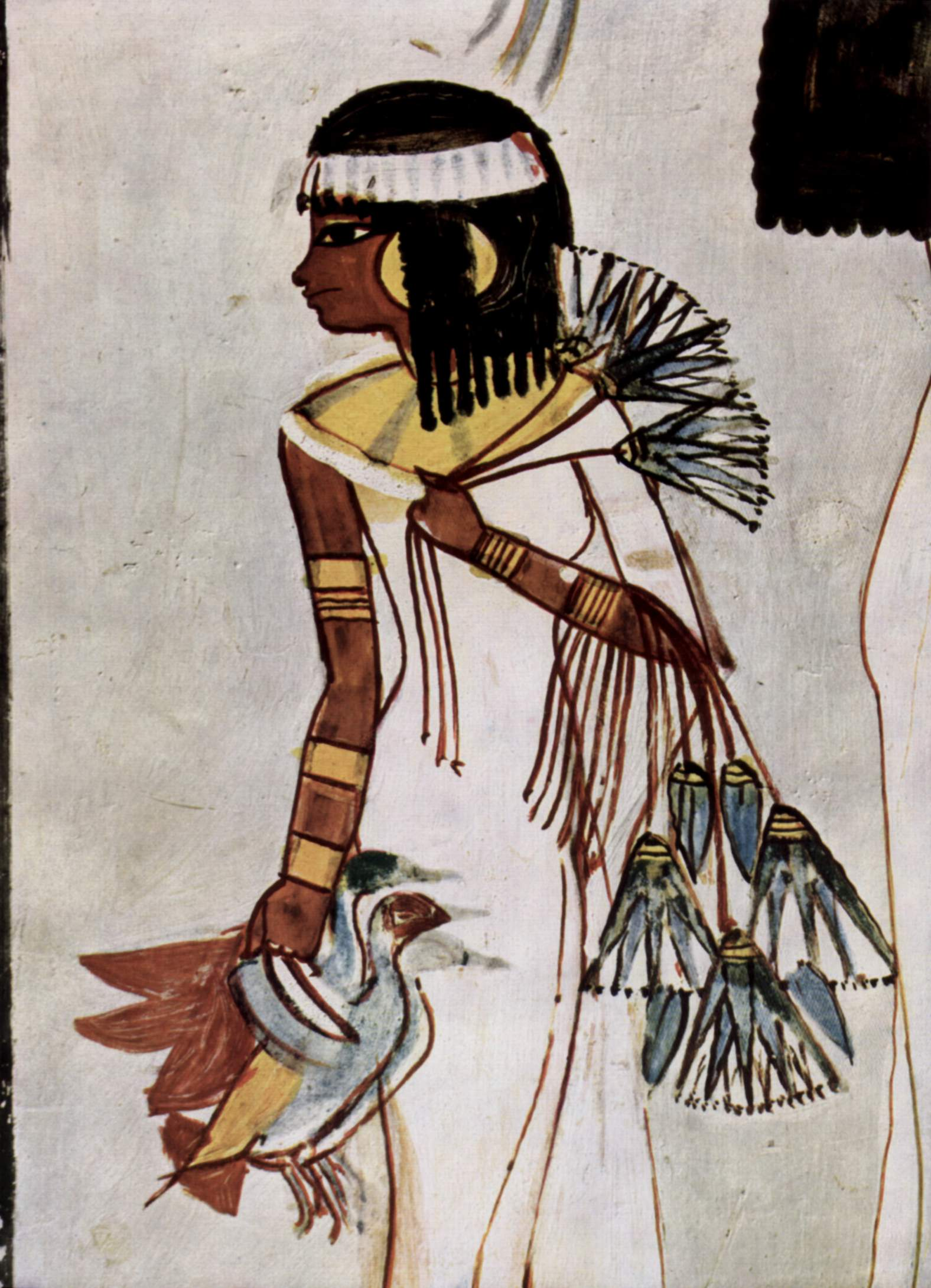
Tombe de Menna, la fille du chasseur.
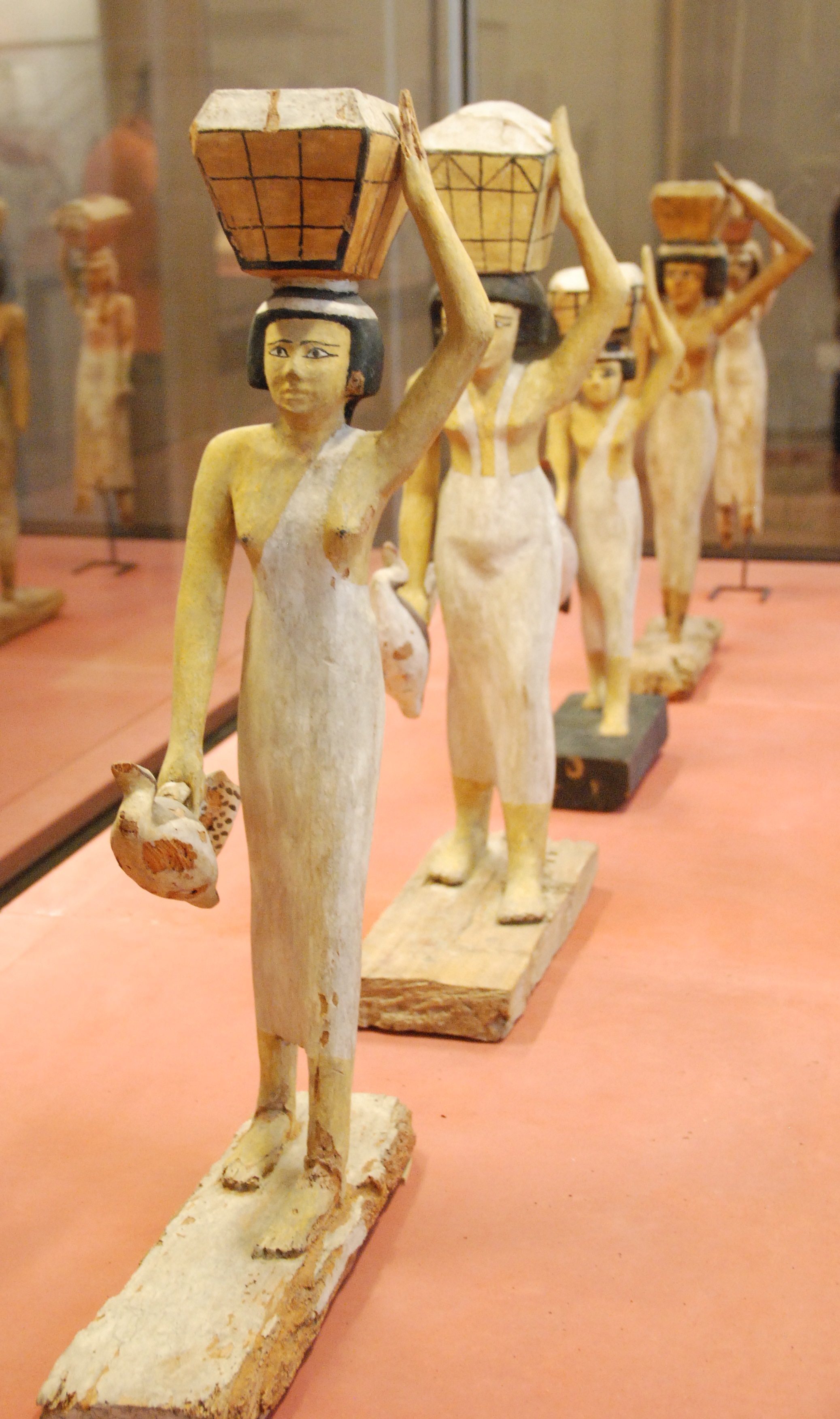
Défilé de porteuses d'offrandes, bois de tamaris peint, cimetière d'Assiout, vers -1950, XIIe dynastie, Musée du Louvre.
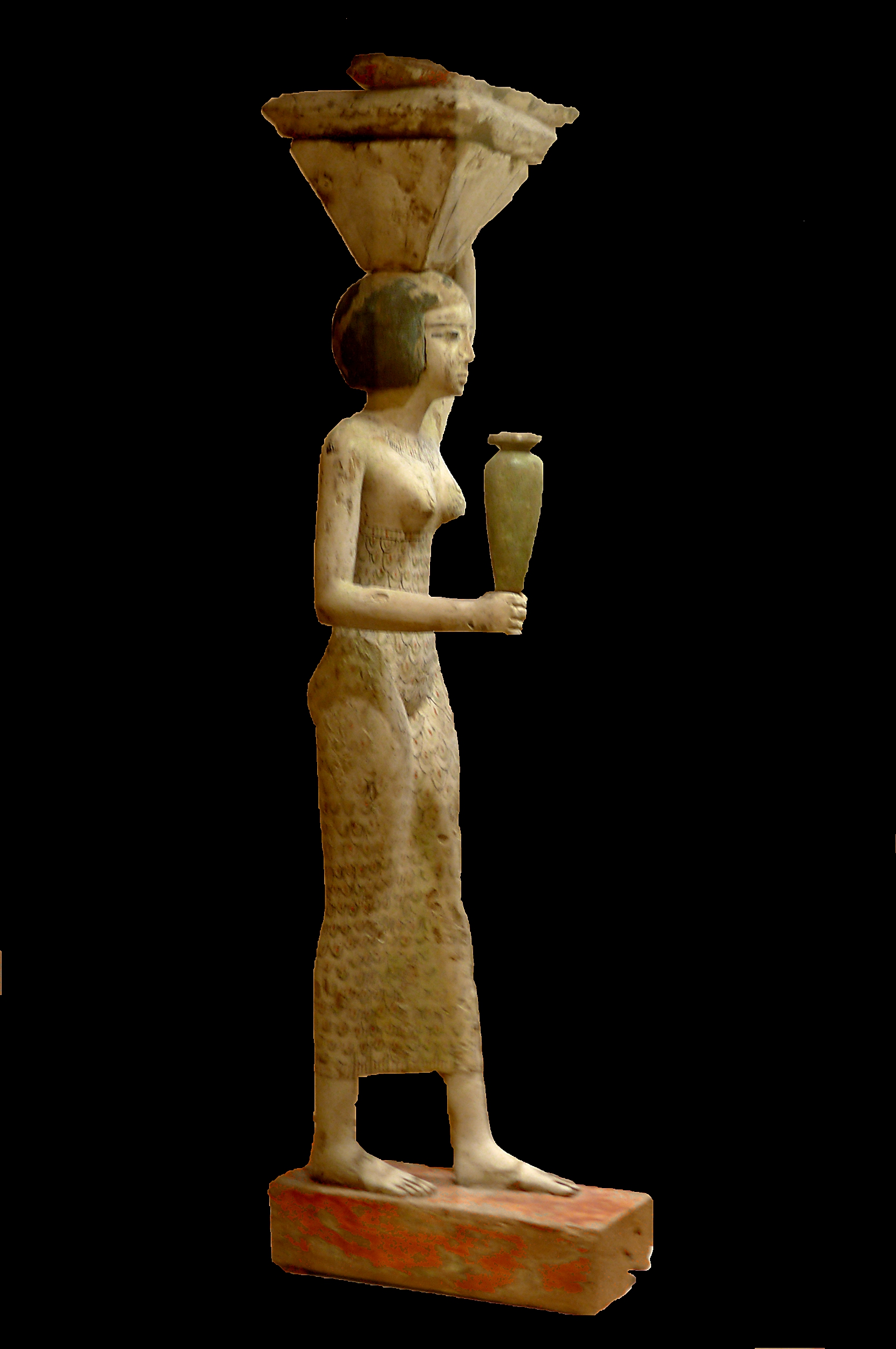
Porteuse d’offrandes, vers -1950, début XIIe dynastie, bois de ficus enduit et peint (Musée du Louvre).
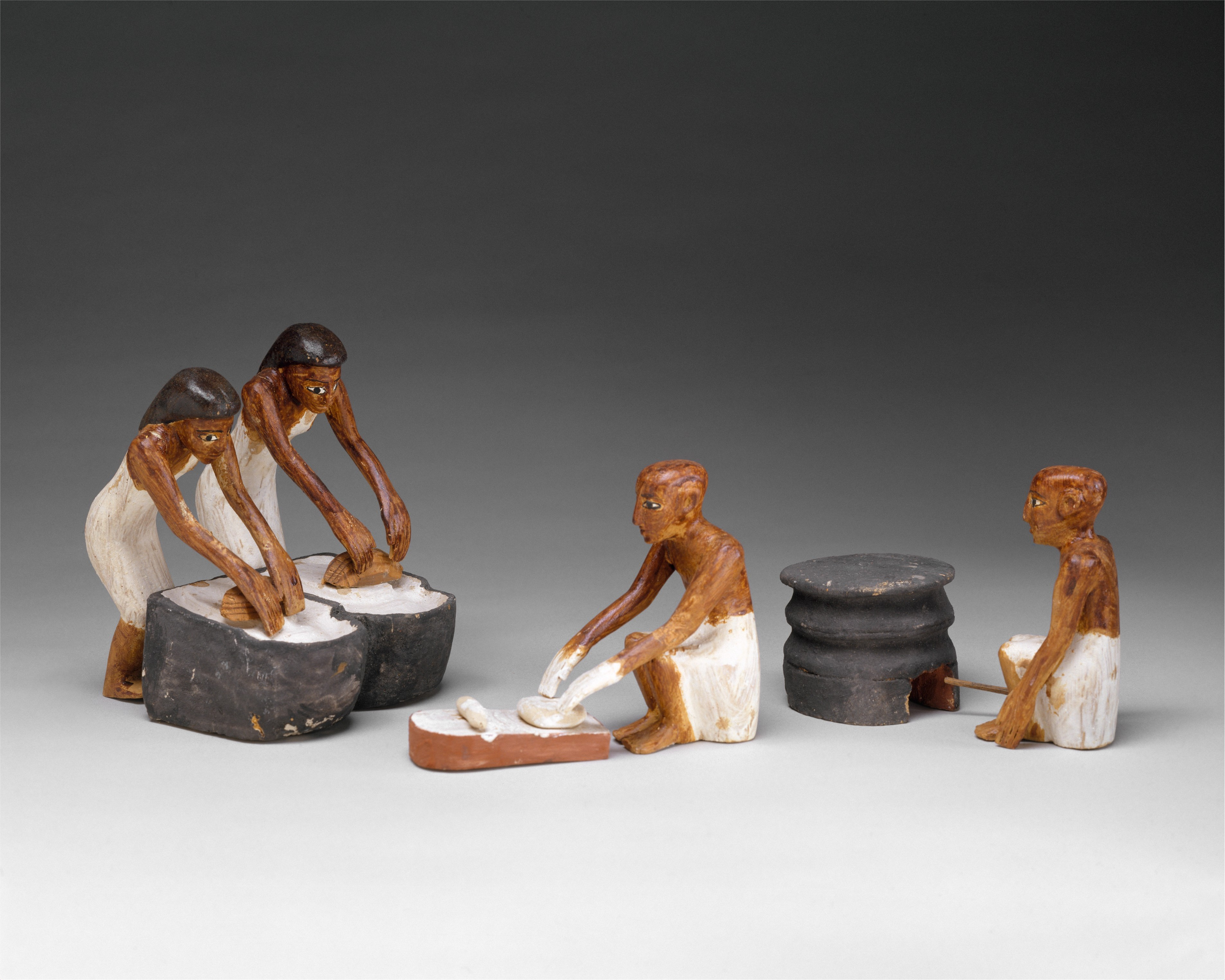
Brasseuses et boulangers (Metropolitan Museum of Art).

Certaines femmes, à certaines époques, ont pu être hauts fonctionnaires (vizirs), scribes, médecins (comme Méryt-Ptah), etc.

### Toilette

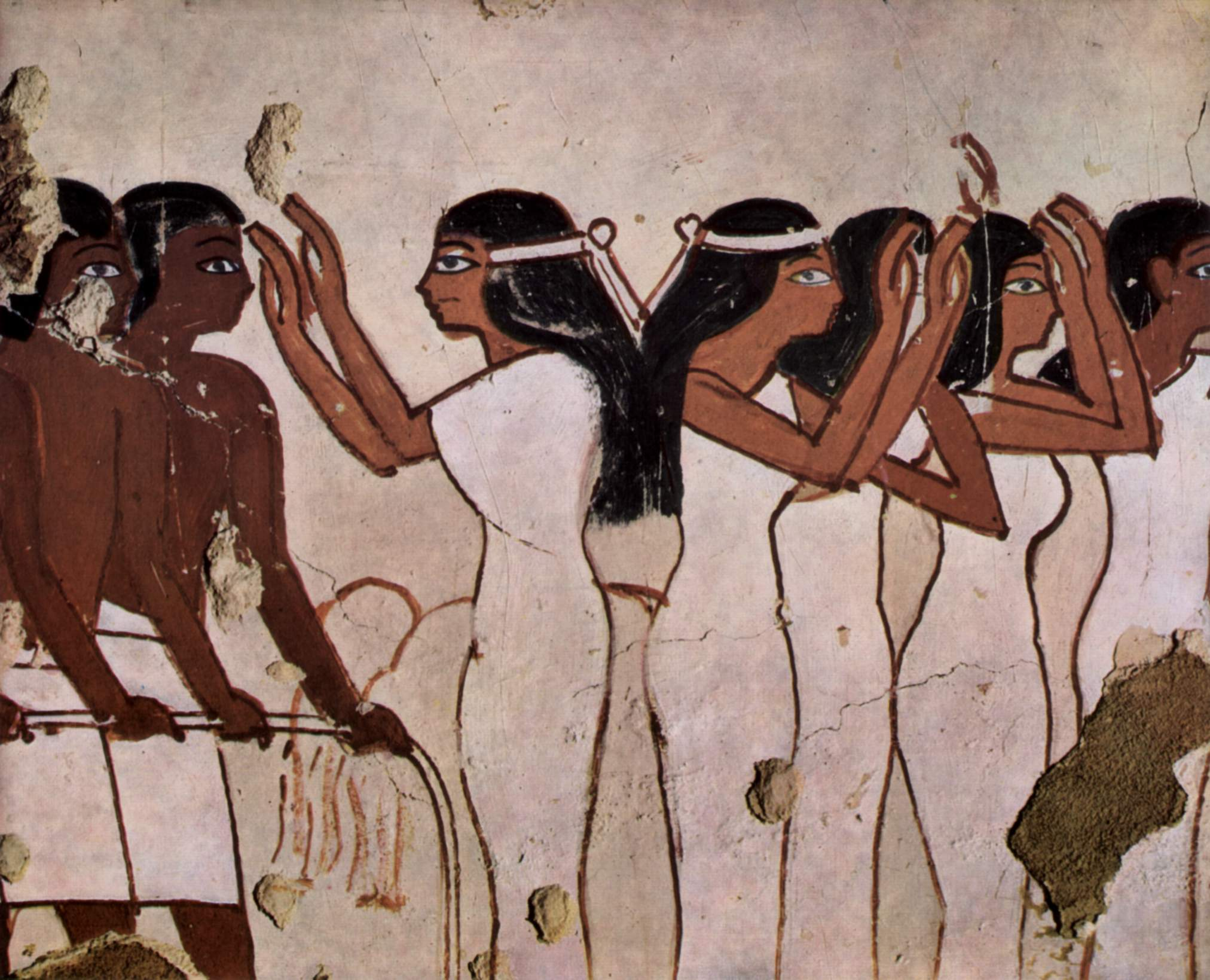
Costumes féminins, vers -1422/-1411.
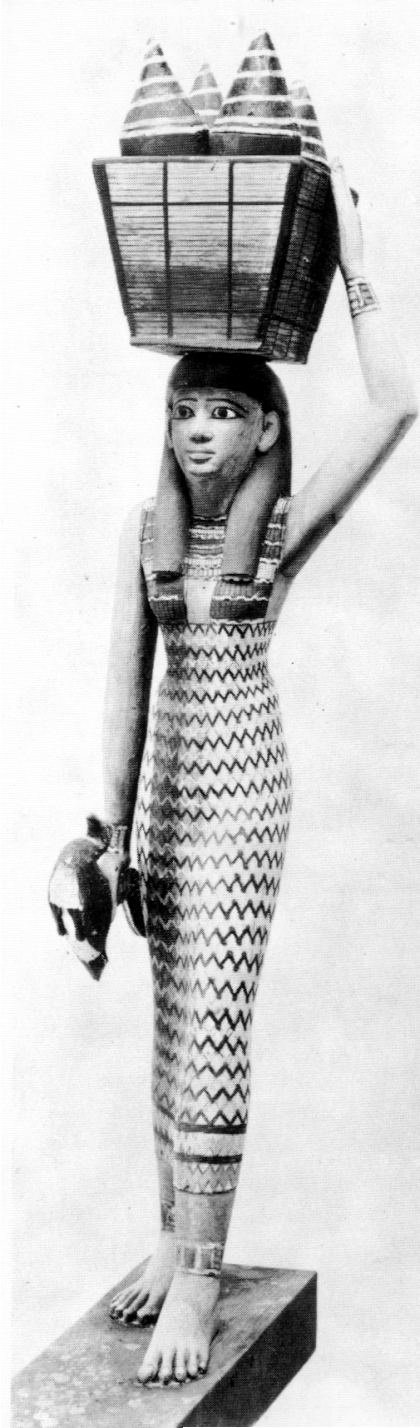
Porteuse d'offrandes, XIe dynastie.
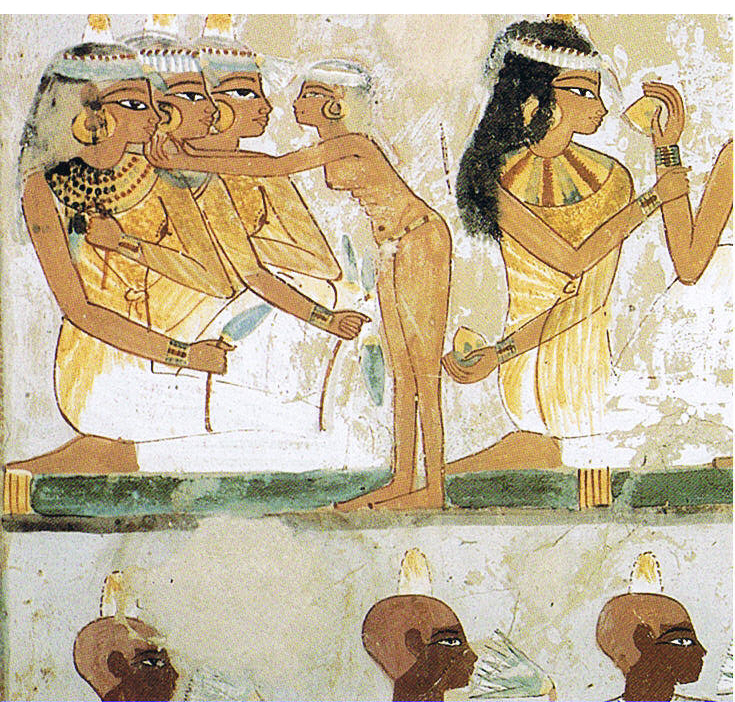
Femmes égyptiennes lors d'une fête ; l'une est une servante, XVe siècle avant notre ère.
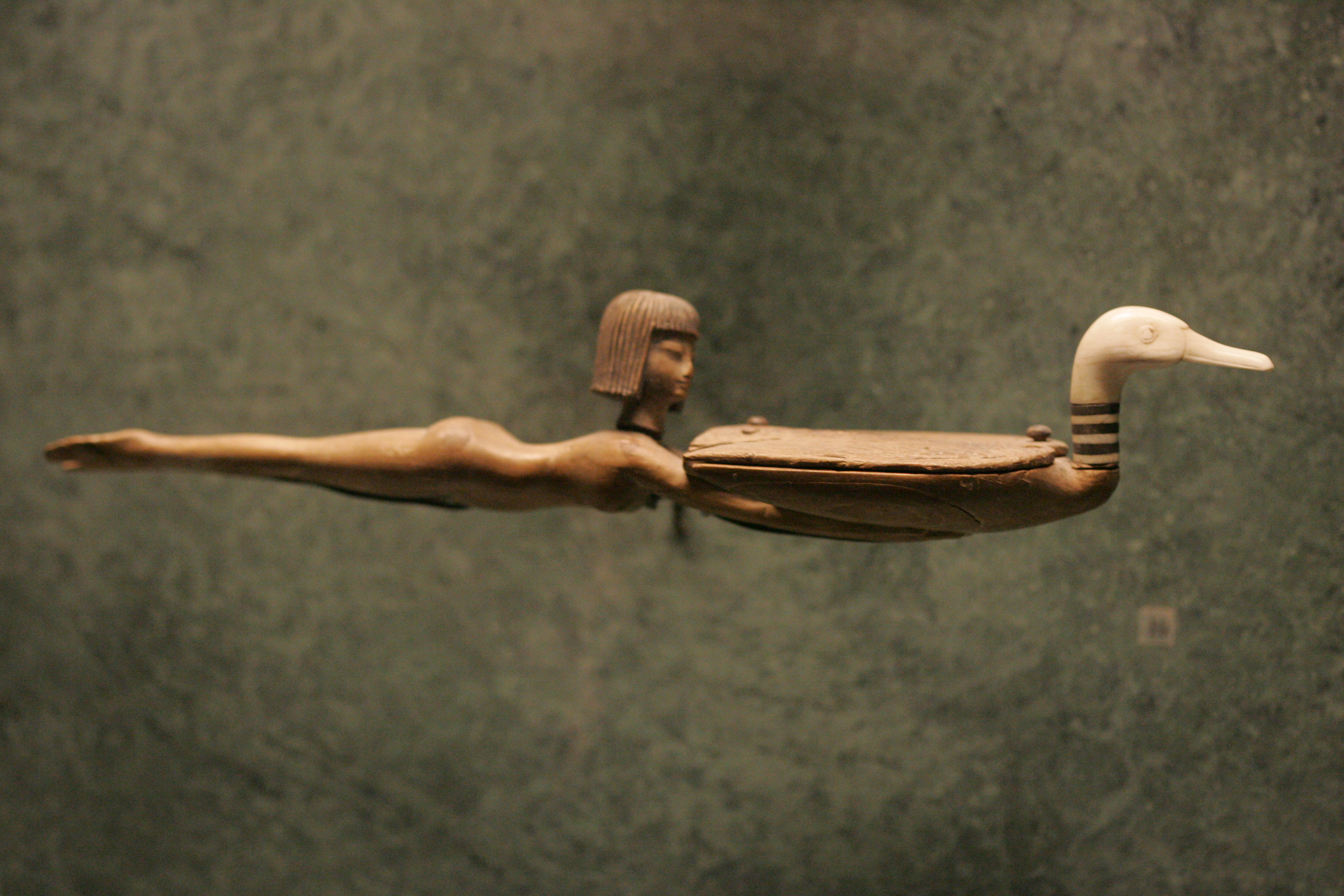
Contenant à cosmétiques représentant une nageuse tenant un canard.

## Des femmes jouent un rôle officiel de tout premier plan

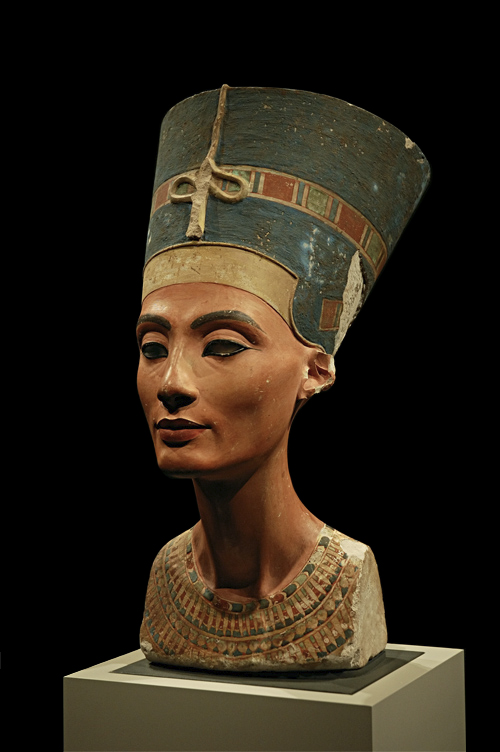
Buste de la reine Néfertiti.

Rares sont les civilisations antiques où la femme pouvait atteindre des postes sociaux importants. Dans l'Égypte antique, non seulement les exemples de femmes hauts fonctionnaires ne sont pas si rares, mais on retrouve des femmes à la fonction suprême, celle de pharaon. Il faut sûrement y voir une marque de l'importance de la théocratie dans la société égyptienne.[réf. nécessaire]
La société égyptienne de l'Antiquité, comme beaucoup d'autres civilisations de l'époque, se sert de la religion comme point de repère. C'est de cette manière qu'était justifiée la place au trône des pharaons qui, en tant qu'oints des dieux, avaient sur le trône un droit divin. Généralement, dans les sociétés antiques était pratiquée la transmission du pouvoir au mâle. Le fils héritait du pouvoir, et dans le cas où le roi n'en avait pas, le trône revenait alors à des membres mâles de la famille plus éloignés, tels que cousins ou oncles. Mais même si le monarque avait des filles, celles-ci ne pouvaient pas accéder au pouvoir.
Or dans la civilisation égyptienne, cette obligation du pouvoir au mâle n'était pas de rigueur ; le sang royal, facteur d'une légitimité divine devait être l'unique critère à l'accès au trône. Cependant, l'essence divine était transmise à l'épouse royale, comme ce fut le cas de Néfertiti, épouse d'Akhenaton.
Ainsi, les Égyptiens préféraient être gouvernés par une femme de sang royal (donc divin selon la mythologie) plutôt que par un homme qui ne le serait pas. Ainsi, lors des crises de succession, il arriva que des femmes prennent le pouvoir. À signaler que dans pareil cas, la pharaonne prenait tous les symboles masculins. À tel point, qu'il existe des doutes sur le sexe de certains pharaons qui pourraient en fait être des femmes.

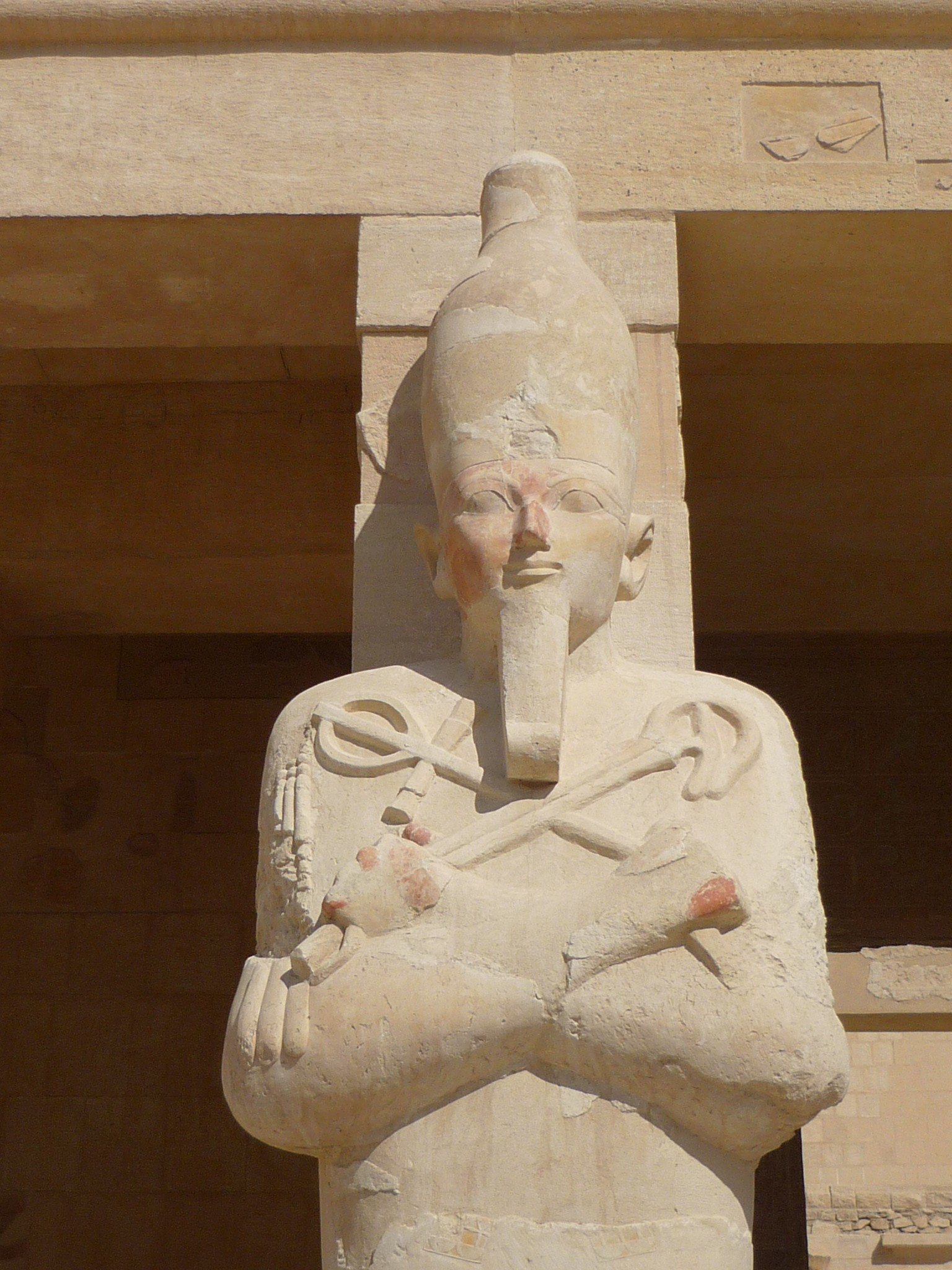
Statue d'Hatchepsout, temple d'Hatchepsout, Deir el-Bahari, nécropole thébaine, Égypte.

À la XVIIIe dynastie, lorsqu'Amenhotep Ier meurt, son successeur Thoutmôsis Ier n'est vraisemblablement pas son fils, à moins qu'il ne soit issu d'une épouse secondaire du défunt pharaon ; si son épouse Ahmès est bien apparentée avec Amenhotep Ier, cette union lui permet d'être légitimé divinement. À la succession suivante, la princesse Hatchepsout, fille de Thoutmôsis Ier et de sa Grande épouse royale, permet à Thoutmôsis II, fils d'une épouse secondaire et donc demi-frère de la princesse, de monter sur le trône en l'épousant.
Il n'était pas rare de voir dans l'Égypte antique des femmes prendre le trône, comme l'a fait Hatchepsout, qui prit la place de son neveu Thoutmôsis III, ou les Cléopâtre, dont la plus célèbre Cléopâtre VII (-69 à -30), célèbre pour sa beauté et ses amours avec César puis Antoine, les chefs dont dépendait alors son trône.
Parmi les femmes pharaons les plus certaines et les plus connues on peut citer :
- Nitocris (VIe dynastie),
- Néférousobek (XIIe dynastie),
- Hatchepsout (XVIIIe dynastie),
- Ânkh-Khéperourê (XVIIIe dynastie),
- Taousert (XIXe dynastie).

Il faut aussi avoir à l'esprit le rôle considérable, y compris politique et diplomatique, de plusieurs grandes épouses royales :
- Tiyi auprès d'Amenhotep III,
- Néfertiti auprès d'Amenhotep IV (Akhenaton),
- Néfertari auprès de Ramsès II.

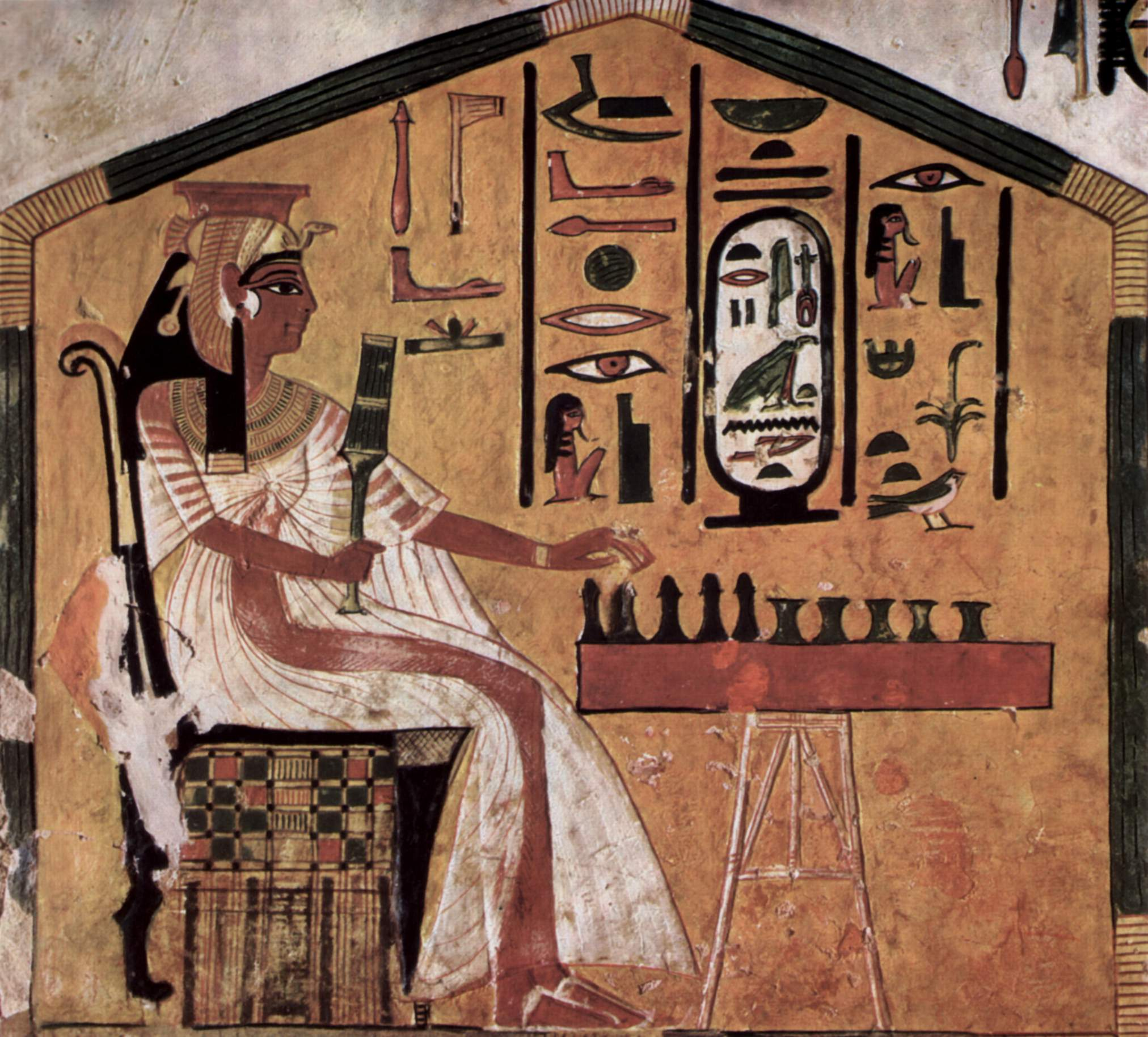
Néfertari jouant au senet. Peinture dans la tombe de la reine.

D'ailleurs au Nouvel Empire, la Grande épouse est souvent investie d'un rôle divin : « Épouse du dieu », « Main du dieu » ; Hatchepsout est la première Grande épouse (celle de Thoutmôsis II) à recevoir ce dernier titre.
Pour les femmes hauts fonctionnaires, on peut citer Nébet, une vizir de la VIe dynastie. Il faut toutefois reconnaître qu'une femme à un tel niveau de responsabilités demeurera extrêmement rare et il faudra attendre la XXVIe dynastie pour retrouver pareille situation ; mais les femmes occupent en revanche de nombreux postes de scribes dans l'Administration, sauf au Nouvel Empire où toute la « fonction publique » est tenue par des hommes.
On citera enfin les divines adoratrices du dieu Amon, dotées d'un pouvoir spirituel majeur mais aussi d'un pouvoir temporel à Thèbes.
Certes, la littérature égyptienne n'hésite pas à présenter la femme comme frivole, capricieuse, peu fiable (cf. infra). Mais malgré tout, les femmes égyptiennes bénéficient d'une situation qu'on ne retrouve qu'en peu de sociétés.

## La femme dans la littérature
Si les peintres et les sculpteurs donnent de la femme une image sereine dans le cadre d'une famille épanouie, les écrivains ne sont pas tendres et ils font apparaître la femme comme étant à l'origine de bien des malheurs et coupable de bien des péchés.
Ainsi, cité par Gaston Maspero dans Contes populaires, en va-t-il de la mésaventure fatale de Bytaou, modeste valet de ferme chez son frère Anoupou : séduit par la femme de celui-ci, il cède au charme de la belle… qui n'hésite pas ensuite à le dénoncer à Anoupou ; la perfide n'aura de cesse d'obtenir d'Anoupou le châtiment suprême du pauvre Bytaou ! Mais elle fut punie à son tour : Anoupou comprenant, trop tard, qu'il a été le jouet de sa femme, la tue et jette son corps aux chiens.
Gardons-nous bien d'une interprétation erronée : la description peu flatteuse de la femme dans la littérature égyptienne ne signifie en rien qu'elle est méprisée : le pharaon « bénéficie » souvent du même traitement par les conteurs qui le présentent comme borné et fantasque !
L'homme est invité à chérir sa femme ; ainsi Ptahhotep (IIIe dynastie) s'exprime-t-il par la maxime suivante (Papyrus Prisse) : « Tu dois aimer ta femme de tout ton cœur, [...], fais plaisir à son cœur aussi longtemps que tu vis ».
Le romantisme est présent dans la littérature égyptienne, par exemple, dans un papyrus du musée de Leyde :

« Je t'ai pris pour femme lorsque j'étais un jeune homme. J'ai été avec toi. Puis j'ai conquis tous les grades, mais je ne t'ai pas abandonnée. Je n'ai pas fait souffrir ton cœur. Voilà ce que j'ai fait lorsque j'ai été jeune homme et quand j'exerçais toutes les hautes fonctions de Pharaon, Vie, Santé, Force, je ne t'ai pas abandonnée, disant au contraire « Que cela soit avec toi ! » [...] Mes parfums, les gâteaux avec les vêtements, je ne les ai pas fait porter vers une autre demeure. [...] Quand tu es tombée malade, j'ai fait venir un officier de santé qui fit le nécessaire. [...] Quand j'ai rejoint Memphis, je demandai un congé à Pharaon, j'allai à l'endroit où tu demeurais (son tombeau) et je pleurais beaucoup. [...]. Je ne vais pas entrer dans une autre maison. [...] Or, voici les sœurs qui sont dans la maison, je ne suis allé chez aucune d'elles. »

## Image divine
Dans l'abondance des divinités de la mythologie égyptienne, il existe de très nombreuses déesses, comme c'est aussi le cas en Grèce. Étudier leurs symboles nous renseigne sur l'image qu'avait la femme aux yeux des Égyptiens de l'Antiquité.
Comme les divinités grecques, beaucoup sont liées entre elles, par liens de sang ou maritaux, comme Isis et sa sœur Nephtys, toutes deux épouses respectives d'Osiris (le dieu des morts) et de Seth, eux-mêmes frères. 

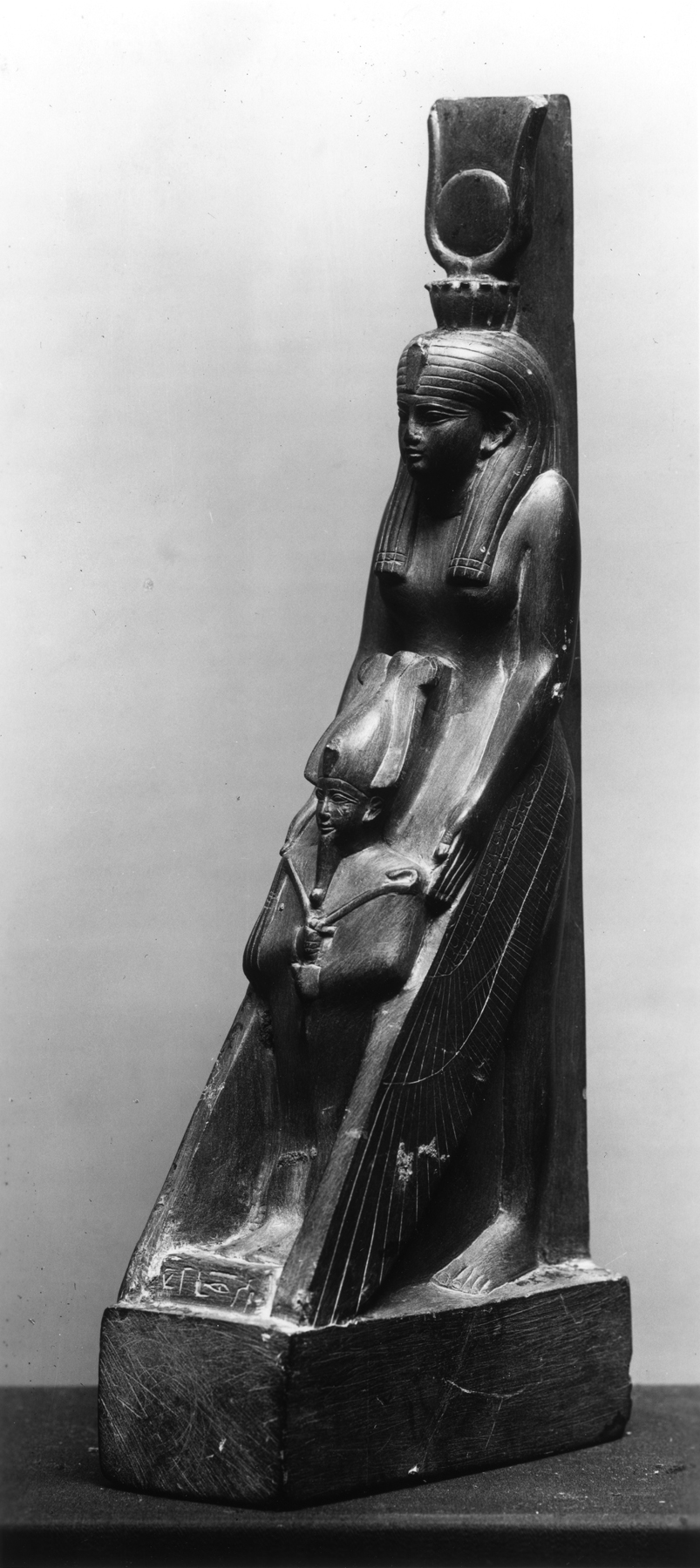
Isis ailée protégeant Osiris momifié.

La femme et son image est le plus souvent associée à la vie et à la fertilité. C'est le cas de la déesse Isis, qui est associée à plusieurs principes : en tant qu'épouse d'Osiris qui fut tué par son frère, elle renvoie aux rites funéraires. En tant que mère, elle devient la protection féminine, mais surtout la matrice, celle qui donne la vie. À travers cette déesse, les principes de la vie et de la mort sont étroitement liés. En effet, bien qu'elle soit associée aux rites funéraires, il faut se rappeler que le but de ces rites était d'éviter au défunt de subir une seconde mort dans la dimension où il se trouve, ce qui d'ailleurs explique la nourriture en abondance retrouvée dans les tombes par les archéologues. D'autre part, la vie dans son aspect physique n'a de sens que par la mort, car ces principes font partie d'un mouvement de recommencement éternel qui est alors dans un sens plus spirituel, le mouvement de la vie, ou la vie éternelle ; l'un des symboles de la déesse est d'ailleurs le palmier, symbole de la vie éternelle : elle donna le souffle de la vie éternelle à son époux mort.
La déesse est représentative du regard associé à l'époque sur la femme, car ce qu'il faut garder à l'esprit dans son image, c'est cette idée de vie éternelle et de maturité que reflète Isis, vénérée comme Mère céleste (ce qui, au fil du temps fera d'elle la déesse la plus importante de la mythologie égyptienne, et portant même son influence sur les religions de différentes civilisations, où elle sera identifiée sous divers noms et où son culte se répandra, notamment dans tout l'Empire romain).
Les déesses les plus influentes sont :
- Isis, déesse de la magie et des mystères ;
- Hathor, déesse nourricière et de l'amour ;
- Bastet, déesse protectrice du foyer ;
- Sekhmet, déesse féroce.

## Influence de l'image de la femme égyptienne

### Redécouverte de l'Égypte par la société napoléonienne
En 1798, Bonaparte engage une campagne en Égypte, qui sera un fiasco militaire, mais dont il reviendra avec dessins, observations des artistes et scientifiques qu'il avait emmenés dans l'expédition.
Mais c'est en 1822 que s'ouvre réellement la voie aux savants, lorsqu'un jeune scientifique, Jean-François Champollion, parvient à décrypter les hiéroglyphes de la pierre de Rosette, trouvée pendant la campagne Napoléonienne par un officier français. À partir de l'expédition Napoléonienne, le monde se prend de passion pour l'Égypte, et veut tout savoir de son histoire, sa culture.
L'engouement qu'entraînera alors l'Égypte et tout ce qui concerne l'Antiquité portera une forte influence ; à cette époque, à Paris, la création est largement inspirée par les redécouvertes de l'Antiquité. Les Arts d'alors sont entièrement redirigés sur cette voie, suivant par tous les chemins esthétiques cette mode alors lancée.
C'est ainsi que la mode vestimentaire s'en trouva changée, et que la femme de l'Empire s'identifia à la femme égyptienne, mais aussi grecque, romaine.
Les habits seront alors mis au goût des femmes qui vivaient pendant l'Antiquité : les corsets seront abandonnés (seulement temporairement), de même que les jupons. La robe sera plus légère, et sera décorée par des motifs antiques, par exemple le palmier, l'un des symboles de la déesse Isis.

### Image moderne de la femme égyptienne

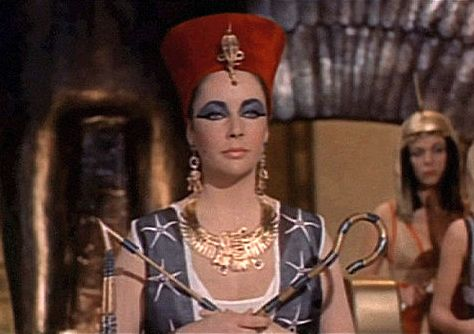
Elizabeth Taylor dans le rôle de Cléopâtre dans le film Cléopâtre.

Lorsqu'on évoque la femme égyptienne, la première image qui vient majoritairement à l'esprit est celle de la reine Cléopâtre, ou plus précisément Cléopâtre VII. Bien que la dynastie lagide soit d'origine grecque, ce sera elle qui sera associée à l'image de la femme égyptienne, pour de nombreuses générations. Cela, en grande partie grâce ou à cause du cinéma, plus précisément des films américains durant l'âge d'or d'Hollywood. En effet, dans les années 1960, de nombreux films péplums seront produits à cette époque, mettant en scène la femme égyptienne telle qu'elle est rêvée dans cette époque où c'est le glamour qu'on cherche à montrer. Ainsi, c'est en 1963 qu'est immortalisée la reine dans son image glamour, dans le film Cléopâtre de Joseph L. Mankiewicz, sous les traits de l'actrice Elizabeth Taylor. Cet engouement pour la reine s'explique par la vie tumultueuse qu'elle vécut, faite d'intrigues, de passions (ses deux plus célèbres amants, César et Marc Antoine), de pouvoir, et de tragique (elle se suicida). Elle concentre alors à l'époque toute une fantasmagorie sur elle ; par sa beauté, en tant que femme de pouvoir (donc pouvant se montrer cruelle), amante des plus grands de l'époque, etc. Bref, elle fascine, par sa vie et ce qu'elle fut ; de plus, associée à l'Égypte, elle dégage pour les spectateurs une aura de mystère, celle qui entoure l'Égypte ésotérique — celle-là même qui stimula également l'imagination avec les malédiction de momies, ou d'autres secrets de tombeaux. Présentée ainsi, la femme égyptienne devient de la sorte séductrice, fascinante dans une vision d'elle romantique.
Signe de célébrité, cette Égypte rêvée n'a pas été l'objet que de fantasmes, mais a aussi été caricaturée. L'exemple le plus connu de nos jours nous vient du monde de la bande dessinée, et plus précisément des aventures d'Astérix, des célèbres René Goscinny et Albert Uderzo. Jouant de son image glamour érigée par le cinéma, les auteurs s'amusent de la fascination qu'elle exerce autour d'elle, en concentrant notamment cette beauté dans son nez, et en exagérant son statut de reine en la rendant capricieuse et colérique, bien loin de l'idée de la femme séductrice si souvent imaginée.
Mais de manière plus générale, cette image de la femme égyptienne, puissante, mystérieuse voire magique, et exerçant un pouvoir de séduction, est entretenue de nos jours, avec par exemple la série américaine Stargate SG-1, ou encore le film de Luc Besson Le Cinquième Élément (1997).
Les créateurs de mode sont également régulièrement inspirés par l'iconographie de la femme égyptienne, qui est devenue une référence esthétique.

## Femmesconnues(par ordre chronologique)
- Ire dynastie :
  - Neith-Hotep, première reine d'Égypte, épouse de Narmer ;
  - Merneith, fille de Djer, épouse de Djet, mère de Den ;

- IIIe dynastie :Statue de Mykérinos et Khâmerernebty II.
  - Nebesneith, épouse de Houni ;

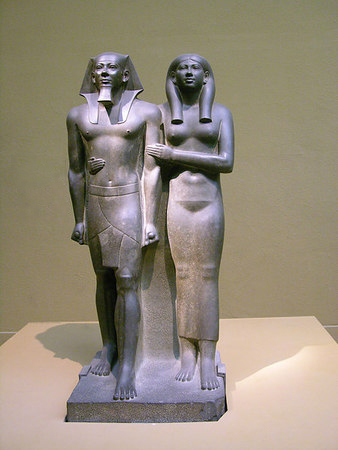
Statue de Mykérinos et Khâmerernebty II.

  - Mérésânkh Ire, deuxième épouse de Houni, mère de Snéfrou ;
  - Hétep-Hérès Ire, épouse de Snéfrou, mère de Khéops ;
  - Mérititès Ire, épouse de Khéops, mère de Kaouab Ier, Baoufrê, Hordjédef  et Mérésânkh II ;
  - Hénoutsen, deuxième épouse de Khéops, mère de Khoufoukhaf et Khéphren ;
  - Noubet, quatrième épouse de Khéops, mère de Khentetenka, Djédefrê et Hétep-Hérès II ;
  - Khâmerernebty Ire, épouse de Khéphren, mère de Mykérinos ;
  - Khâmerernebty II, deuxième épouse de Khéphren puis épouse de Mykérinos ;
  - Khentkaous Ire, épouse de Chepseskaf puis d'Ouserkaf, mère de Néferirkarê Kakaï et Sahourê ;

- IVe dynastie
  - Néfertkaou : fille de Snéfrou, princesse égyptienne
  - Néfertkaou II : épouse de Khoufoukhaf I (un des fils de Khéops)
- VIe dynastie :Statuette d'Ânkhésenpépi II (aussi nommée Ânkhnesmérirê II) et de son fils Pépi II.
  - Ânkhésenpépi II épouse de Pépi Ier, mère de Pépi II ;
  - Béhénou, épouse de Pépi Ier ou de Pépi II ;
- XIe dynastie :
  - Néfrou, épouse d'Antef II, mère d'Antef III ;
  - Iâh, épouse d'Antef III, mère de Montouhotep II ;

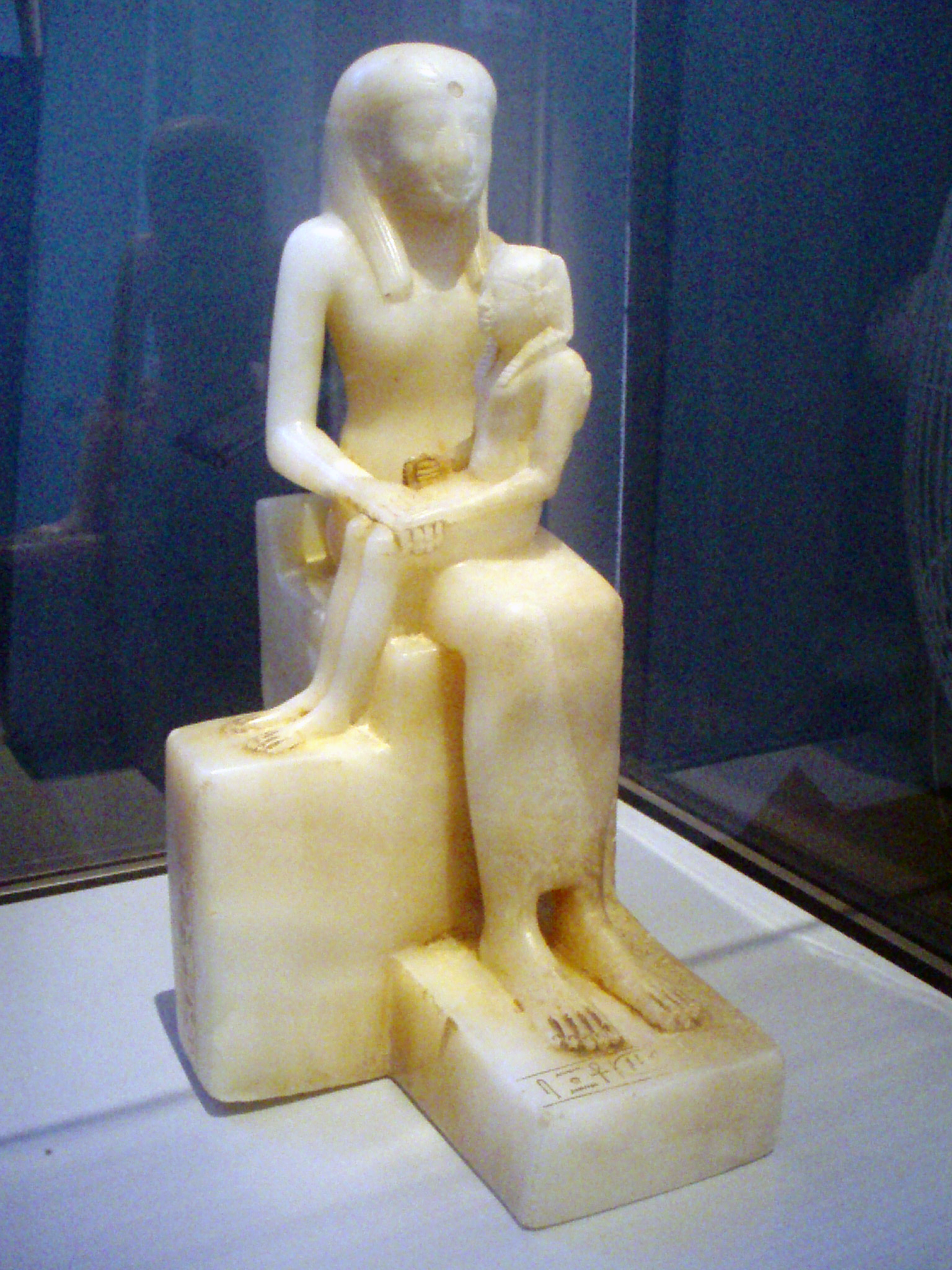
Statuette d'Ânkhésenpépi II (aussi nommée Ânkhnesmérirê II) et de son fils Pépi II.

  - Tem, première épouse royale de Montouhotep II, mère de Montouhotep III ;
  - Néferou, deuxième épouse royale et sœur de Montouhotep II ;
  - Achaït ou Ashayt, concubine de Montouhotep II, prêtresse d'Hathor ;
  - Imi, épouse de Montouhotep III, mère de Montouhotep IV ;

- XIIe dynastie :Buste de Néférousobek (ou Sobeknéferourê).

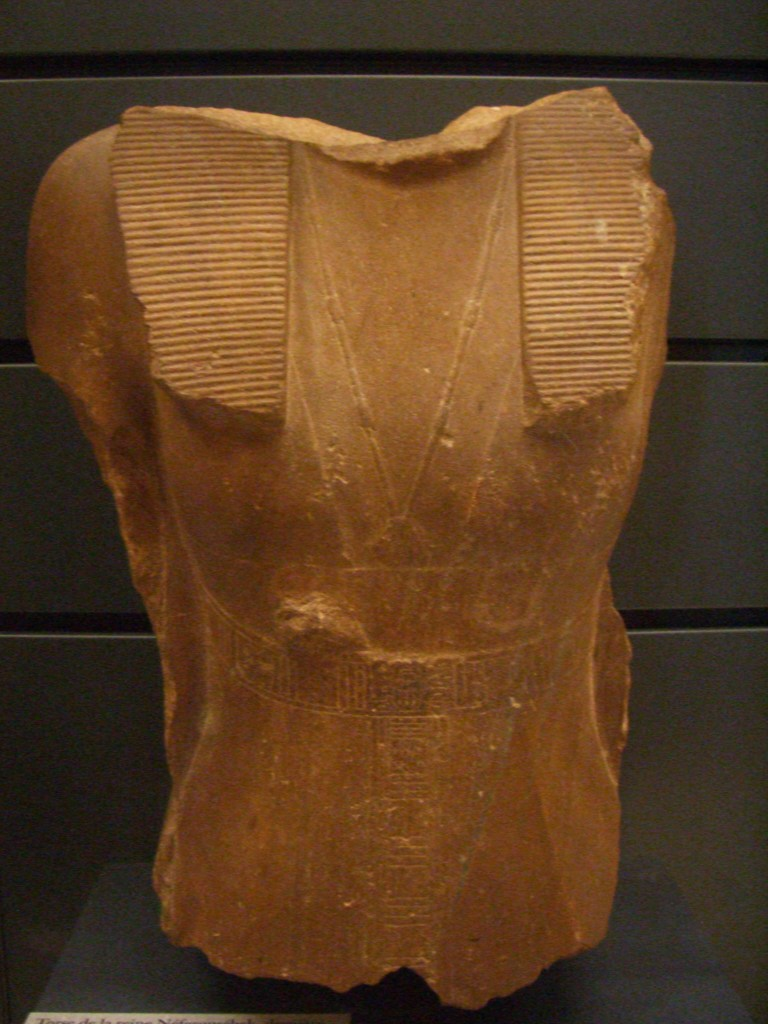
Buste de Néférousobek (ou Sobeknéferourê).

  - Néféret ou Nofret, épouse d'un prêtre de Thèbes, Senousret, mère d'Amenemhat Ier ;
  - Néfrytatenen, épouse principale d'Amenemhat Ier, mère de Senousret (Sésostris Ier) ;
  - Dedyet, autre épouse d'Amenemhat Ier, peut-être sa sœur ;
  - Néfrou, femme de Sésostris Ier, mère d'Amenemhat II ;
  - Itakaiet, fille ou épouse de Sésostris Ier ;
  - Nefrou-Sobek, Nefrou-Ptah, Nenseddjedet, filles de Sésostris Ier ;
  - Khnemet, fille d'Amenemhat II ;
  - Néféret ou Nofret, épouse de Sésostris II ;
  - Oueret, épouse de Sésostris II, mère de Sésostris III ;
  - Sathathoriounet, fille de Sésostris II ;
  - Méréret (ou Mériret ou Mérit), épouse de Sésostris III ;
  - Sat-Hathor, fille de Sésostris III ;
  - Néférousobek, fille d'Amenemhat III, épouse de son propre frère Amenemhat IV, auquel elle succède en tant que pharaonne ;

- XIIIe dynastie :
  - Noubhetepti Ire, épouse d'Aoutibrê Hor ;
  - Sénebhénas Ire, épouse d'Ouserkarê Khendjer ;
  - Sénebhénas II & Neni, épouses de Sobekhotep ;
  - Sénebsen, épouse de Khâsekhemrê Neferhotep ;
  - Tiin, épouse de Khâneferrê Sobekhotep ;
  - Ini, épouse de Aÿ ;
  - Sitmout, épouse de Merânkhrê Montouhotep ;

- XIVe dynastie :
  - Tati, épouse de Seshi ;

- XVIe dynastie :
  - Mentouhotep, épouse de Djehouty ;

- XVIIe dynastie :
  - Noubkhaes II, épouse de Sekhemrê-Ouadjkhâou Sobekemsaf ;
  - Sobekemsaf, épouse de Sekhemrê-Herouhermaât Antef ;
  - Noubemhet, épouse de Sekhemrê-Shedtaouy Sobekemsaf ;
  - Tétishéri, fille de Tienna et Nefrou, épouse de Senakhtenrê Iâhmes ;
  - Iâhhotep Ire, fille de Senakhtenrê Iâhmes, sœur et épouse de Seqenenrê Tâa ;
  - Ahmès-Néfertary, fille de Seqenenrê Tâa et de Iâhhotep Ire, sœur et épouse d'Ahmôsis Ier, mère d'Amenhotep Ier et Ahmosé-Sipair ;

- XVIIIe dynastie :Statue d'Hatchepsout.

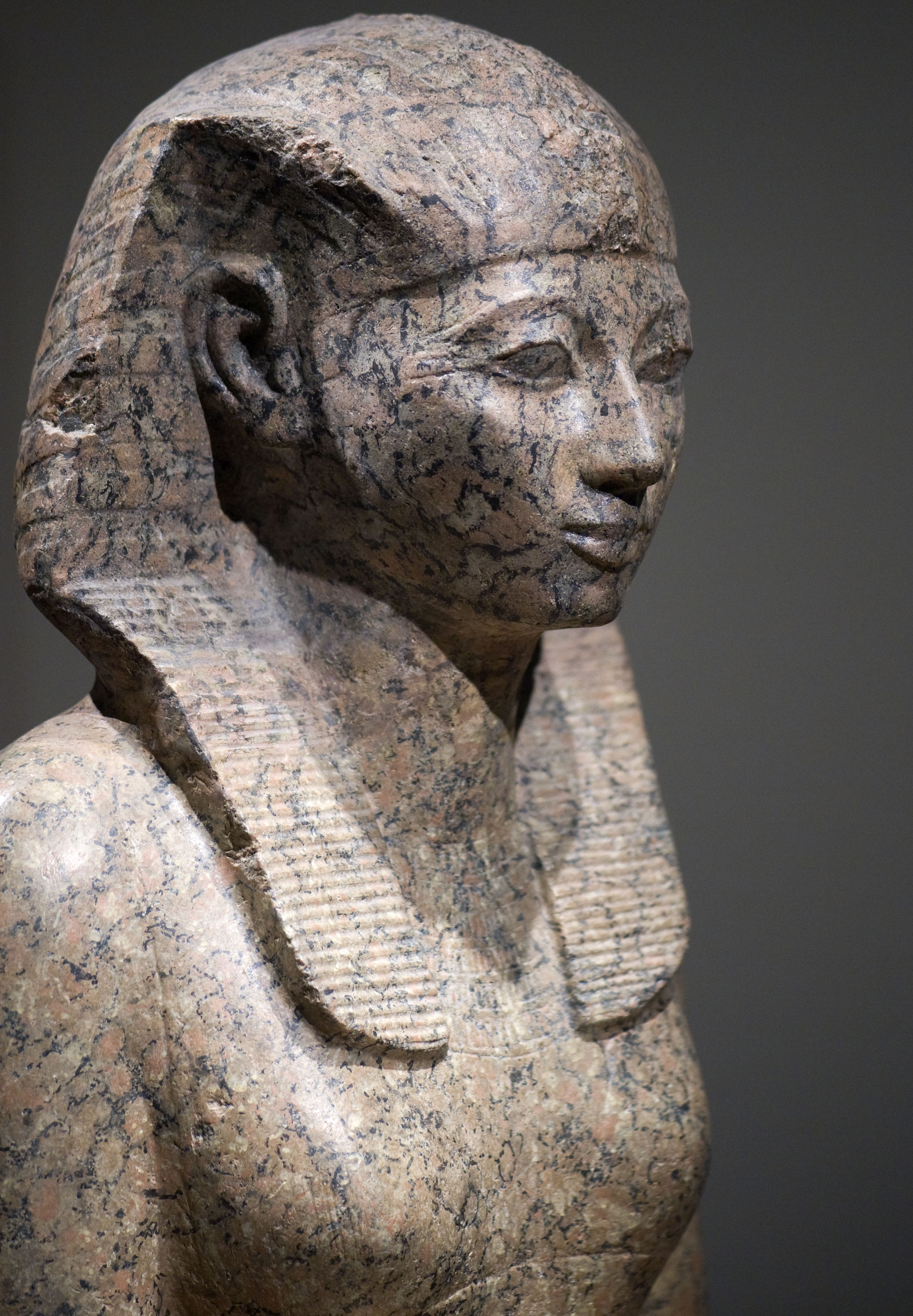
Statue d'Hatchepsout.

  - Ahmosé-Méritamon, fille d'Ahmôsis Ier et Ahmès-Néfertary, épouse de son frère Amenhotep Ier ;
  - Ahmès, possible sœur d'Amenhotep Ier, épouse de Thoutmôsis Ier, mère d'Hatchepsout et Aménémès ;
  - Moutnéfret, épouse secondaire de Thoutmôsis Ier, mère de Thoutmôsis II ;
  - Hatchepsout, fille de Thoutmôsis Ier et d'Ahmès, épouse de son demi-frère Thoutmôsis II, mère de Néférourê et Mérytrê-Hatchepsout, et reine-pharaon ;
  - Isis, épouse secondaire de Thoutmôsis II, mère de Thoutmôsis III ;
  - Moutemouia, épouse de Thoutmôsis IV, mère d'Amenhotep III ;
  - Tiyi, épouse d'Amenhotep III ;
  - Néfertiti, épouse d'Akhenaton ;

- XIXe dynastie :Relief représentant la reine Taousert agitant des sistres, Temple d'Amon (Amada), Nubie égyptienne.
  - Satrê, épouse de Ramsès Ier, mère de Séthi Ier ;
  - Néfertari, épouse de Ramsès II ;

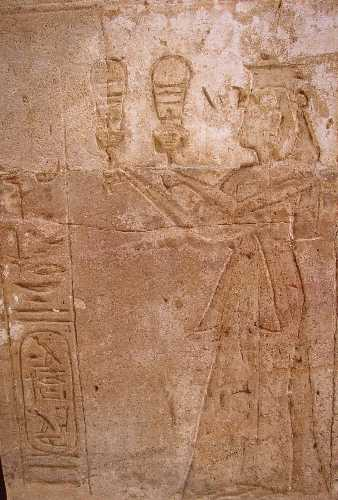
Relief représentant la reine Taousert agitant des sistres, Temple d'Amon (Amada), Nubie égyptienne.

  - Isis-Néféret, deuxième épouse de Ramsès II, mère de Mérenptah ;
  - Taousert, épouse de Séthi II, reine-pharaon ;

- Dynastie des Ptolémées :
  - Bérénice Ire, épouse de Ptolémée Ier Sôter Ier, mère d'Arsinoé II et de Ptolémée II Philadelphe ;
  - Arsinoé Ire, épouse de Ptolémée II Philadelphe, mère de Ptolémée III Évergète Ier ;
  - Arsinoé II, épouse de Lysimaque, Ptolémée Kéraunos et Ptolémée II ;
  - Bérénice II, fille de Magas, roi de Cyrène et d'Arsinoé, épouse de Démétrios le Juste, frère du roi de Macédoine puis de Ptolémée III Évergète Ier, mère d'Arsinoé III et de Ptolémée IV Philopator ;
  - Cléopâtre Ire, épouse de Ptolémée V Épiphane ;
  - Cléopâtre II, épouse de Ptolémée VI Philomètor puis de Ptolémée VII Évergète II ;
  - Cléopâtre III, deuxième épouse de Ptolémée VII Évergète II ;
  - Cléopâtre IV, épouse de Ptolémée IX Sôter II ;
  - Cléopâtre V, deuxième épouse de Ptolémée IX Sôter II ;
  - Bérénice III, épouse de Ptolémée X Alexandre Ier ;
  - Cléopâtre VI Tryphaena, épouse de Ptolémée XII Néos Dionysos ;
  - Bérénice IV, deuxième épouse de Ptolémée XII Néos Dionysos ;
  - Cléopâtre VII, épouse de Ptolémée XIII Philopator, puis de Ptolémée XIV Philadelphe, César et Marc Antoine, mère de Ptolémée XV Césarion ;
  - Cléopâtre VIII, fille de Cléopâtre VII et Marc Antoine, épouse de Juba II, roi de Numidie.

## Exposition
En octobre 2018, le Musée de Grenoble a organisé avec le Musée du Louvre et trois autres musées européens, une exposition de trois mois appelée Servir les dieux d'Égypte, consacrée à la place des femmes dans la ville de Thèbes durant la Troisième Période intermédiaire.